# Ulica Grunwaldzka we Wrocławiu

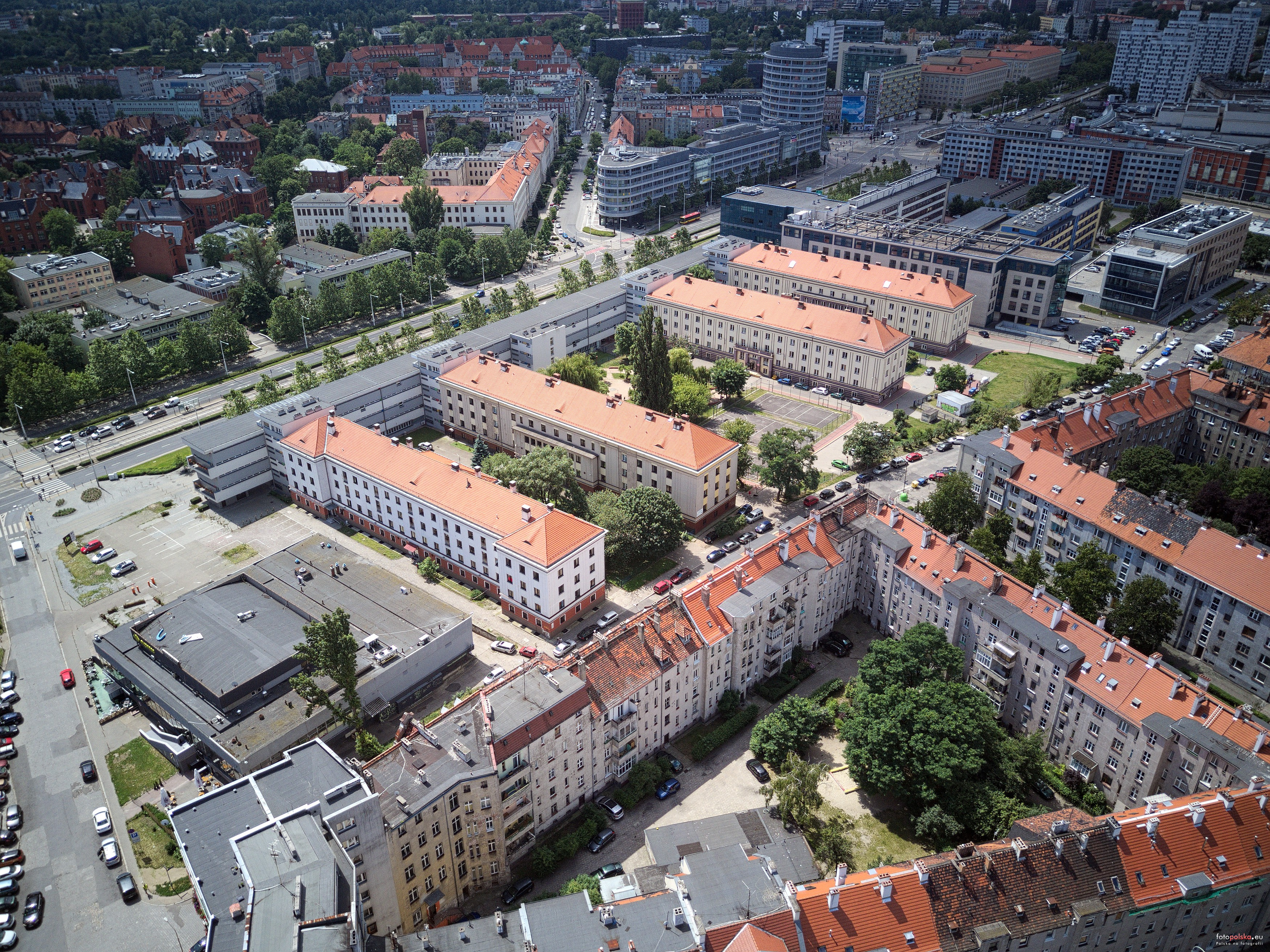
Od ul. O. Bujwida (po lewej) w kierunku ul. Piastowskiej kolejno: klub Alibi, akademiki Stodoły, nowe budynki Uniwersytetu Przyrodniczego i akademik Dwudziestolatka

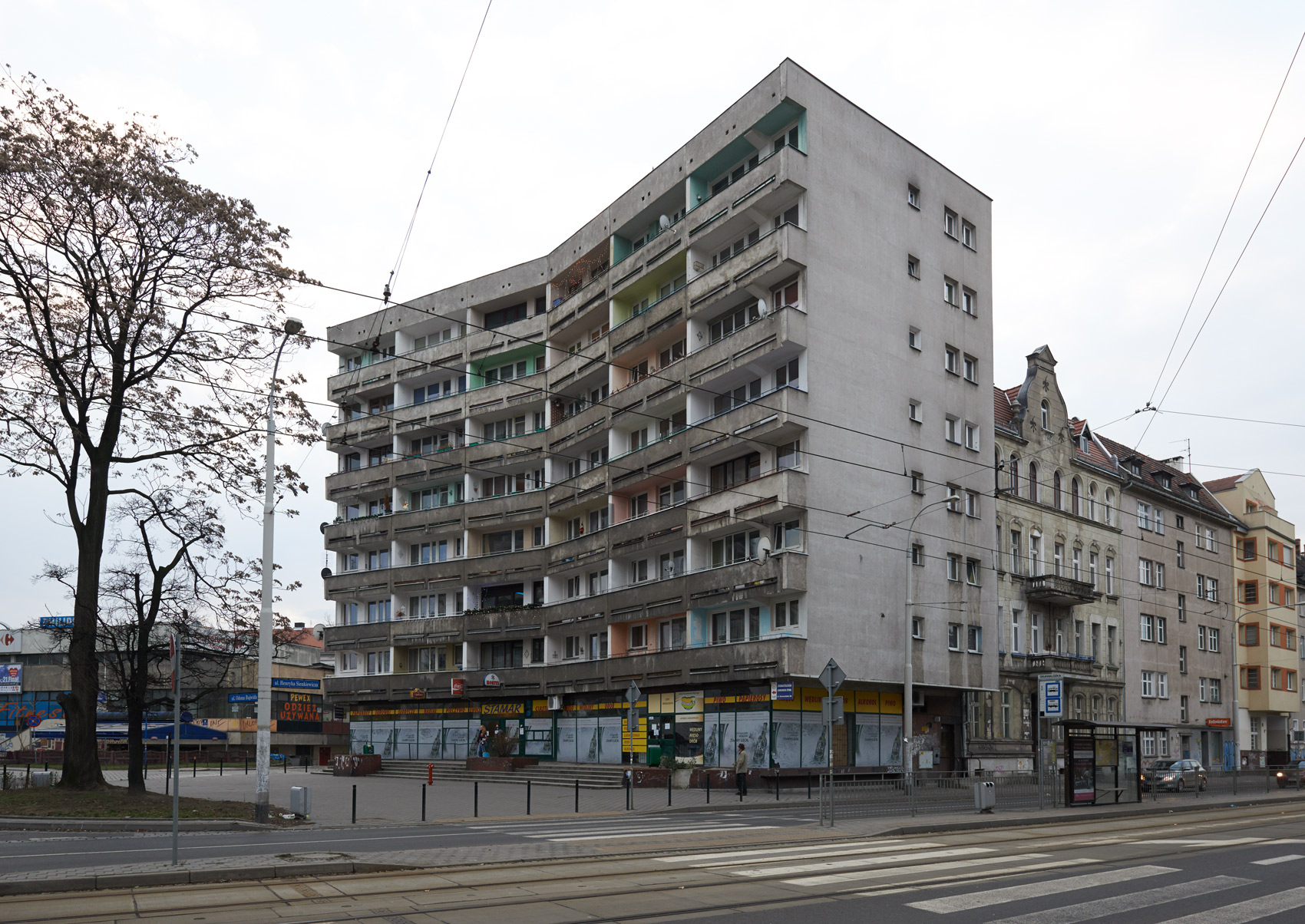
Budynek przy ul. Grunwaldzkiej 88 i ul. H. Sienkiewicza 131

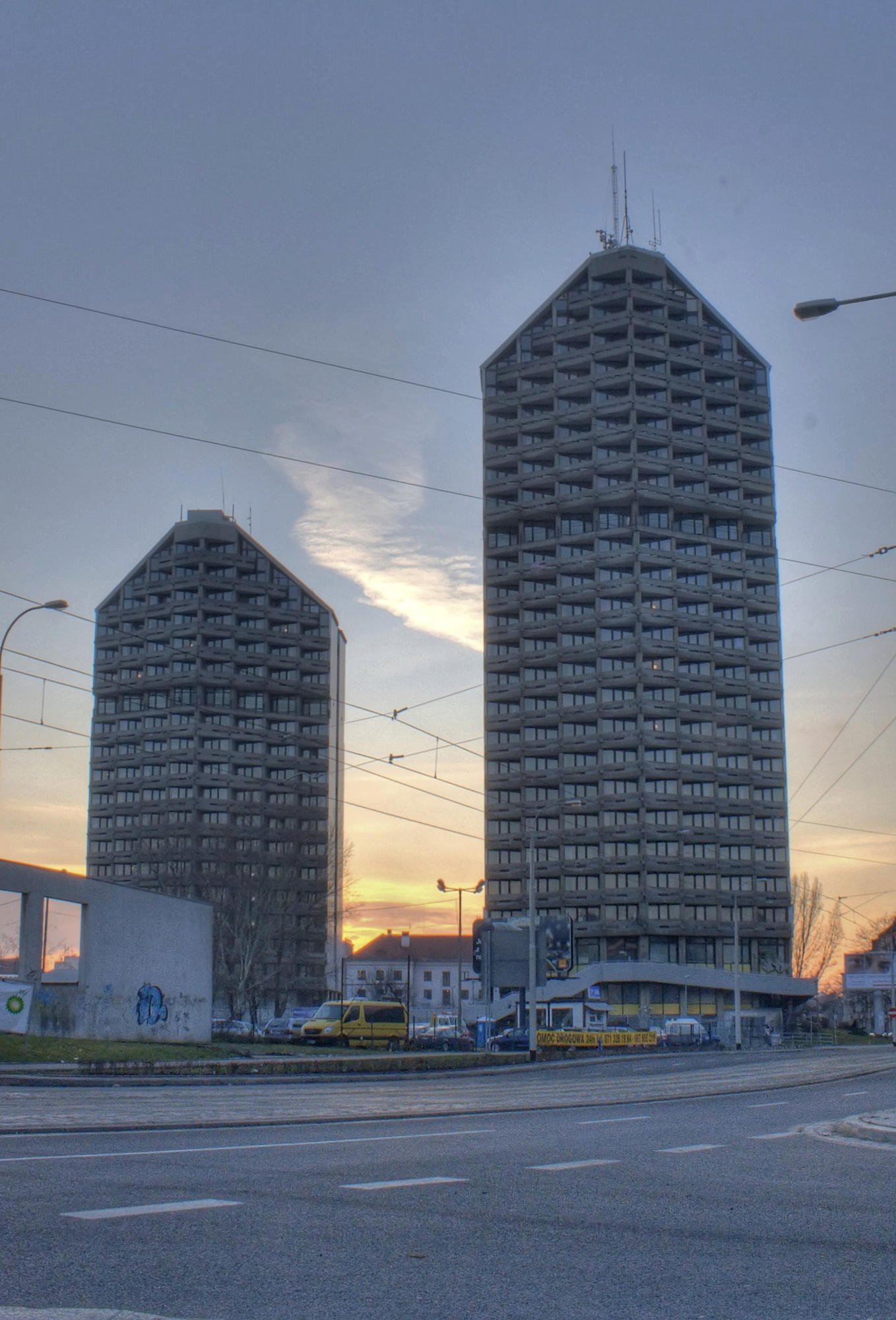
Ul. Grunwaldzka, w tle Kredka i Ołówek

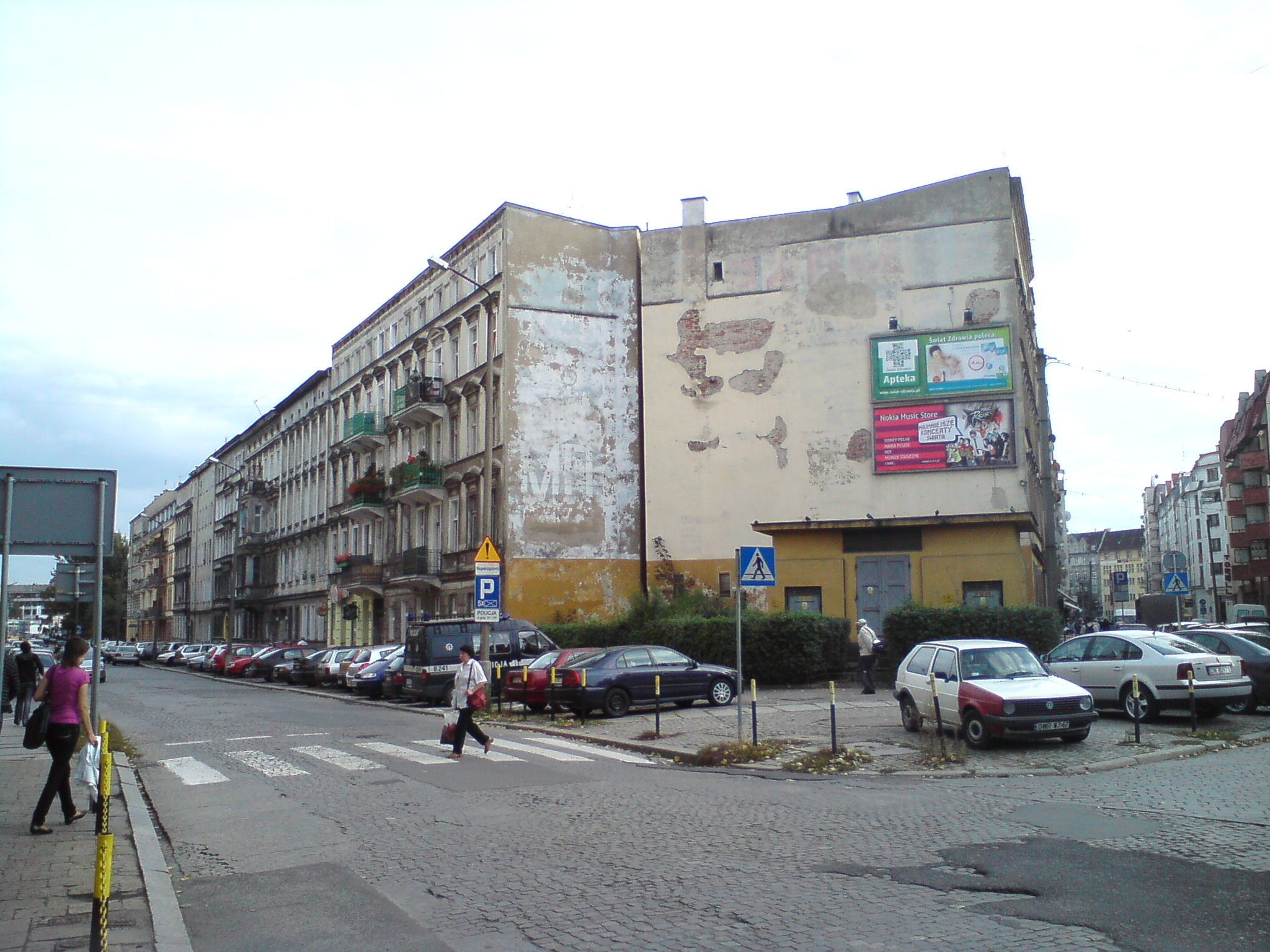
Początek ulicy (po lewej), pierzeja południowa, numery 3-21; ul. Ładna (po prawej)

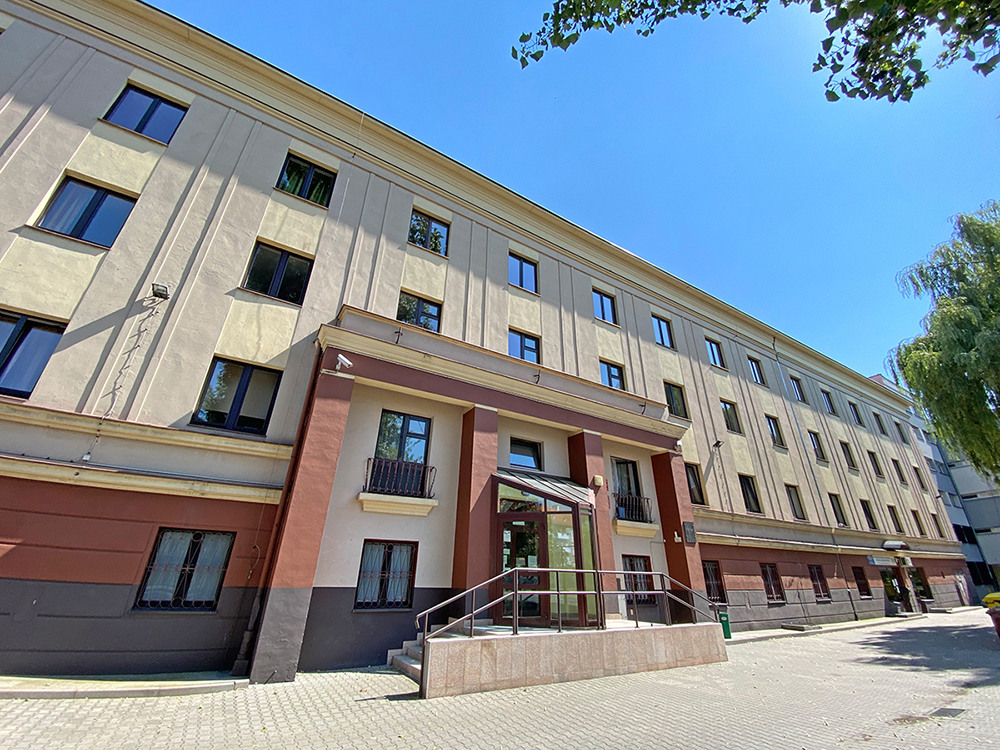
Dom studencki „Talizman” (jeden z tzw. „Stodół”)

Ulica Grunwaldzka – ulica we Wrocławiu przebiegająca przez osiedle Plac Grunwaldzki, a w końcowym odcinku stanowiąca granicę między tym osiedlem a osiedlem Ołbin. Łączy ulicę Łukasza Górnickiego, będąc kontynuacją ulicy Benedyktyńskiej, z placem Grunwaldzkim i Mostem Szczytnickim. Do ulicy przypisana jest droga gminna o długości 1.223 m. Ulica przebiega przez dwa obszary historycznego układu urbanistycznego podlegające ochronie w ramach gminnej ewidencji zabytków: Placu Grunwaldzkiego oraz Przedmieścia Piaskowego. Do ewidencji tej wpisane są również niektóre obiekty położone przy ulicy i w najbliższym jej sąsiedztwie. Znajdują się  tu także pojedyncze obiekty wpisane do rejestru zabytków.

## Położenie
Ulica Grunwaldzka położona we Wrocławiu przebiega przez osiedle Plac Grunwaldzki. Tylko w końcowym odcinku od ulicy Odona Bujwida do placu Grunwaldzkiego stanowi granicę pomiędzy tym osiedlem, a osiedlem Ołbin. Jest to obszar dawnej dzielnicy Śródmieście. Część miasta, przez którą przebiega ulica, zaliczana jest do obszarów zabudowy śródmiejskiej, z dużym stopniem wykorzystania terenu oraz z dużą gęstością zaludnienia. Charakterystycznymi cechami takiej zabudowy jest blok urbanistyczny w postaci kwartału zabudowy, z ciągłymi pierzejami wzdłuż ulic i placów. Występują tu także licznie ważne obiekty i obszary publiczne oraz komercyjne. Teren ten charakteryzuje się także wyjątkowo korzystnym lub bardzo dobrym dostępem do infrastruktury komunikacyjnej, a na głównych przecznicach jakimi są ulica Piastowska, ulica Henryka Sienkiewicza oraz plac Grunwaldzki, znajdują się przystanki tramwajowe i przystanki autobusowe dla linii komunikacyjnych w ramach wrocławskiej komunikacji miejskiej. Ulica kończy się przy moście Szczytnickim stanowiącym przeprawę nad ramieniem bocznym rzeki Odra – Starą Odrą.

## Historia

### Przed 1945
Na śladzie dzisiejszej ulicy Grunwaldzkiej biegła niegdyś droga wiejska, później urządzona aleja topolowa, poprowadzona w 1789 r. przez księcia Fryderyka Ludwika von Hohenlohe-Ingelfingen. Droga ta prowadziła od placu Katedralnego (a dokładniej od mostu przy grobli fortecznej) do wsi Szczytniki, w szczególności przebiegając obok budynku folwarku Rybaki, prowadziła do pałacu w Szczytnikach Starych i dalej do Parku Szczytnickiego. Przy drodze znajdowała się również osada Rybaki. Wieś ta założona została w 1700 r. Należała do klasztoru Św. Wincentego. Jej nazwa wzięła się stąd, że wioskę założył prowizor klasztoru – Chryzostom Fischer. To od jego nazwiska wzięto niemiecką nazwę osady – Fischerau (Łąka Fiszera). Od 1810 r. stanowiła własność prywatną. W 1868 r. wieś liczyła 20 rodzin. Istniał także niewielki folwark należący do bankiera Ertla. W tym właśnie roku obszar ten przyłączono do miasta. Nieco wcześniej, jeszcze w 1865 r. wytyczono połączenie między dzisiejszą ulicą Piastowską, a ulicą Szczytnicką, które w 1869 r. stało się odrębną ulicą – Kleine Fürstenstrasse. Droga ta zlikwidowana została po 1945 r.. Ulicę Henryka Sienkiewicza przedłużono do ulicy Grunwaldzkiej w 1883 r., ulicę Mikołaja Reja od ulicy Henryka Sienkiewicza do ulicy Grunwaldzkiej wytyczono w 1893 r., później przedłużoną także w kierunku południowym do ulicy ulicy Marii Curie-Skłodowskiej (przed 1905 r.). W roku 1890 przez Starą Odrę w miejscu mostu drewnianego zbudowano Most Szczytnicki (następnie w 1934 r. został poszerzony). W początkach XX wieku ulicę przedłużono o drogę do Zalesia. Dziś ten fragment dawnej ulicy stanowi początkowy odcinek alei Ludomira Różyckiego.
Zabudowa przy ulicy długo jednak miała charakter półwiejski. Zmiany następowały systematycznie, gdy zaczęły tu powstawać letnie rezydencje bogatych mieszczan. Atrakcyjność pod względem inwestycyjnym tego rejonu znacznie wzrosła na początku XX wieku, gdy w pobliżu powstała dzielnica naukowa z klinikami uniwersyteckimi, politechniką itd.. Można tu wymienić między innymi takie inwestycje jak urządzony na początku XIX wieku w rejonie skrzyżowania z ulicą Łukasza Górnickiego ogród rozrywkowy, nazywany wówczas Ogrodem Perukarzy (Perückenmachergarten), w tym rejonie istniała także kawiarnia Brigittenthal, później zabudowa wznoszona po połowie XIX wieku: pod nr 45/47, tj. willa i ogród Ertelów zaprojektowana przez Hermanna Friedricha Waessemanna z 1856 r., później, głównie w latach 1870-1930, w tym między innymi pod nr 98 willa Alexandrów z lat 1872–1874, kamienice na zachód od ulicy Piastowskiej, w tym pod numerami 23-29, szkoła po stronie południowej z lat 1890–1892 projektu Richarda Plüdermanna, dawny dom starców projektu Fritza Brhendt z 1929 r. pod numerem 106 z ogrodem, czy pierzeja południowa z kościołem pw. św. Piotra Kanizjusza i willa Heimannów (wcześniej willa Ertlów) z 2 połowy lat 50 XIX wieku wg projektu Carla Monhaupta. Do połowy lat dwudziestych XX wieku wolny od zabudowy pozostawał teren po stronie północnej ulicy na wschód od ulicy Piastowskiej. Na uwagę zasługują zbudowane tu następnie domy wielorodzinne pod numerami 54-82 z lat 1927-1930 (1925-1930), tworzące ówcześnie nowoczesne, wyróżniające się osiedle blokowe wpisane  w śródmiejską sieć ulic, z zielonymi dziedzińcami i przedogrodami.
Z innych obiektów historycznych, współcześnie nieistniejących, wyróżnia się wspomniany Kościół św. Piotra Kanizusza, który zbudowany został w 1926 r. według projektu K. Langera, a w latach 1935–1936, przeprowadzono jego rozbudowę. Przy nim urządzono skwer (Hansaplatrz) przylegający do ulicy Grunwaldzkiej zgodnie z projektem P. Dannenberga z 1927 r., a realizowano go pod kierunkiem F. Hahnla. Na skwerze umieszczono figurę św. Jana Nepomucena. Całość założenia powstała we wschodniej części ogrodów wyżej wspomnianej willi Heimannów przy obecnej ulicy Grunwaldzkiej 45-51.
Pod względem rozwoju terytorialnego miasta obszar osiedla Ołbin, obejmujący początkowy fragment dzisiejszej ulicy, przyłączony został do miasta w 1808 r., po zburzeniu fortyfikacji miejskich w 1807 r.. Natomiast teren wsi Rybaki i dalszy teren przez który przebiega ulica w granicach miasta znajdował się od 1868 r..

### 1945
W 1945 r. podczas II wojny światowej miasto Wrocław zostało okrążone przez wojska radzieckie i ogłoszone przez hitlerowców twierdzą – Twierdza Wrocław, przez co miasto o tego momentu było oblegane. W celu zapewnienia możliwości prowadzenia komunikacji lotniczej dowództwo niemieckie zdecydowało o wyburzeniu zabudowy wzdłuż osi dzisiejszego placu Grunwaldzkiego i utworzeniu tu lądowiska. W ten sposób przez samych hitlerowców zniszczono w marcu 1945 r. między innymi zabudowę po stronie południowej ulicy Grunwaldzkiej na odcinku od dzisiejszej ulicy Piastowskiej do placu Grunwaldzkiego, w tym między innymi kościół pw. św. Piotra Kanizjusza wraz ze skwerem utworzonym przed tym kościołem i posadowioną tu figurą św. Jana Nepomucena. Zniszczenia w przedwojennej zabudowie ulicy powstały także w wyniku działań wojennych prowadzonych podczas wymienionego wyżej oblężenia Wrocławia z 1945 r., mimo że w rejonie Placu Grunwaldzkiego i Ołbina, na tle innych dzielnic miasta, zniszczenia te były stosunkowo nieduże. Przy ulicy Grunwaldzkiej takiemu zniszczeniu uległy domy w początkowym biegu ulicy nr 1, 18-26, 23, 40, 42.

### Po 1945
Na wolnych terenach powstałych w wyniku wyżej opisanych zniszczeń wojennych po wojnie w różnych latach powstała nowa zabudowa. Przed 1970 r. powstał nowy dom na działce nr 40, w 1970 r. oddano do użytkowania budynek mieszkalny przy ulicy Grunwaldzkiej 88 i ulicy Henryka Sienkiewicza 131, a później kolejne budynki plombowe z lat 80. i 90. XX wieku, przykładowo pod nr 35 z lat 1990–1991 według projektu A. Bożek-Nowickiej. Duży teren między ulicą Grunwaldzką, Piastowską, Odona Bujwida i placem Grunwaldzkim został zabudowany kampusem uczelnianym. Pierwotnie były to akademiki, w tym między innymi zwrócone ścianami szczytowymi do ulicy Grunwaldzkiej domy akademickie, tzw. stodoły zbudowane w latach 50. XX wieku (1956 r.) i dwudziestolatka (1965 r.). Ten ostatni zbudowano w latach 1965–1967 według projektu W. Bryzka z Miastoprojektu Kraków, zmienionego przez Biuro Projektów Miasta Wrocławia. Natomiast pomiędzy placem Grunwaldzkim a ulicą Grunwaldzką oraz pomiędzy „Dwudziestolatką” a „Stodołami” zbudowano budynki dydaktyczne dla ówczesnej Akademii Rolniczej (współcześnie Uniwersytet Przyrodniczy). Budynki budowane były od przełomu lat 1965/1966. Po katastrofie budowlanej do jakiej doszło w trakcie prowadzonych robót budowlanych, przez jakiś czas budowa była wstrzymana. Wznowiono ją w 1968 r., a obiekty oddano do użytkowania w 1972 r. Tu projektantami byli Krystyna Barska i Marian Barski. Ponadto w miejscu zniszczonej części budynku, w którym obecnie znajduje się dom studencki Labirynt, zbudowano nowy dom studencki Zodiak. Na wspólnym dziedzińcu akademików w latach 90. XX wieku odbywała się giełda elektroniczna. Pomiędzy „Stodołami” a budynkiem dydaktycznymi Uniwersytetu Przyrodniczego na wolnym obszarze jeszcze w latach 90. XX wieku organizowano imprezy plenerowe i koncerty między innymi podczas juwenaliów. Później teren ten zabudowano na potrzeby Centrum Naukowo-Dydaktycznego Uniwersytetu Przyrodniczego, pod adresem plac Grunwaldzki 24A oraz w latach 2013-214 budynek Centrum Geo-Info-Hydro przy ulicy Grunwaldzkiej 53 i 55. Natomiast w rejonie zbiegu placu Grunwaldzkiego oraz ulic: Odona Bujwida i Grunwaldzkiej zbudowano domy akademickie Kredka i Ołówek, w latach 1981–1991, według projektu sporządzonego (zakończonego, z wyłączeniem projektów wnętrz) w 1979 r. przez Krystynę Barską i Mariana Barskiego i konstruktora Wiktora Dziębaj. W latach 2005–2007 w obszarze placu Grunwaldzkiego, ulicy Piastowskiej, Grunwaldzkiej i Marii Curie-Skłodowskiej, zrealizowano budowę Pasażu Grunwaldzkiego.
W budynku położonym przy ulicy Grunwaldzkiej 88 i ulicy Henryka Sienkiewicza 131 mieszkał Władysław Frasyniuk. W latach 80. XX wieku był między innymi działaczem Solidarności, później politykiem. Tu, wokół tego budynku, podczas stanu wojennego odbywały się manifestacje.
Jeśli chodzi o samą infrastrukturę komunikacyjną, to pośród inwestycji dotyczących tej ulicy, można wymienić między innymi przebudowę układu drogowego odcinka ulicy między ulicą Mikołaja Reja a ulicą Odona Bujwida prowadzona od 2006 r., wyznaczenie korytarza rowerowego z 2011 r., wyznaczenie kontrapasa na jednokierunkowym odcinku ulicy w 2012 r., przebudowę chodnika z lat 2020-2023, montaż oświetlenia we wnętrzach międzyblokowych po stronie północnej ulicy w latach 2021-2023, czy remont nawierzchni chodników z lat 2022–2023.

## Nazwy
W swojej historii ulica nosiła następujące nazwy:
- Fürstenstrasse, od 1869 r. do 1945 r.[13][56]
- po 1945 r:
  - ulica Grunwaldzka, od 1945 r. (na lewym brzegu Starej Odry)[1][3][13][56]
  - aleja Ludomira Różyckiego (na prawym brzegu Starej Odry)[1][14].

Pierwotna nazwa ulicy w języku niemieckim – Fürstenstrasse – w tłumaczeniu na język polski oznacza ulicę książęcą. Współczesna nazwa ulicy – ulica Grunwaldzka – została nadana przez Zarząd Miejski i ogłoszona w okólniku nr 45 z dnia 20.12.1945 r..

## Układ drogowy

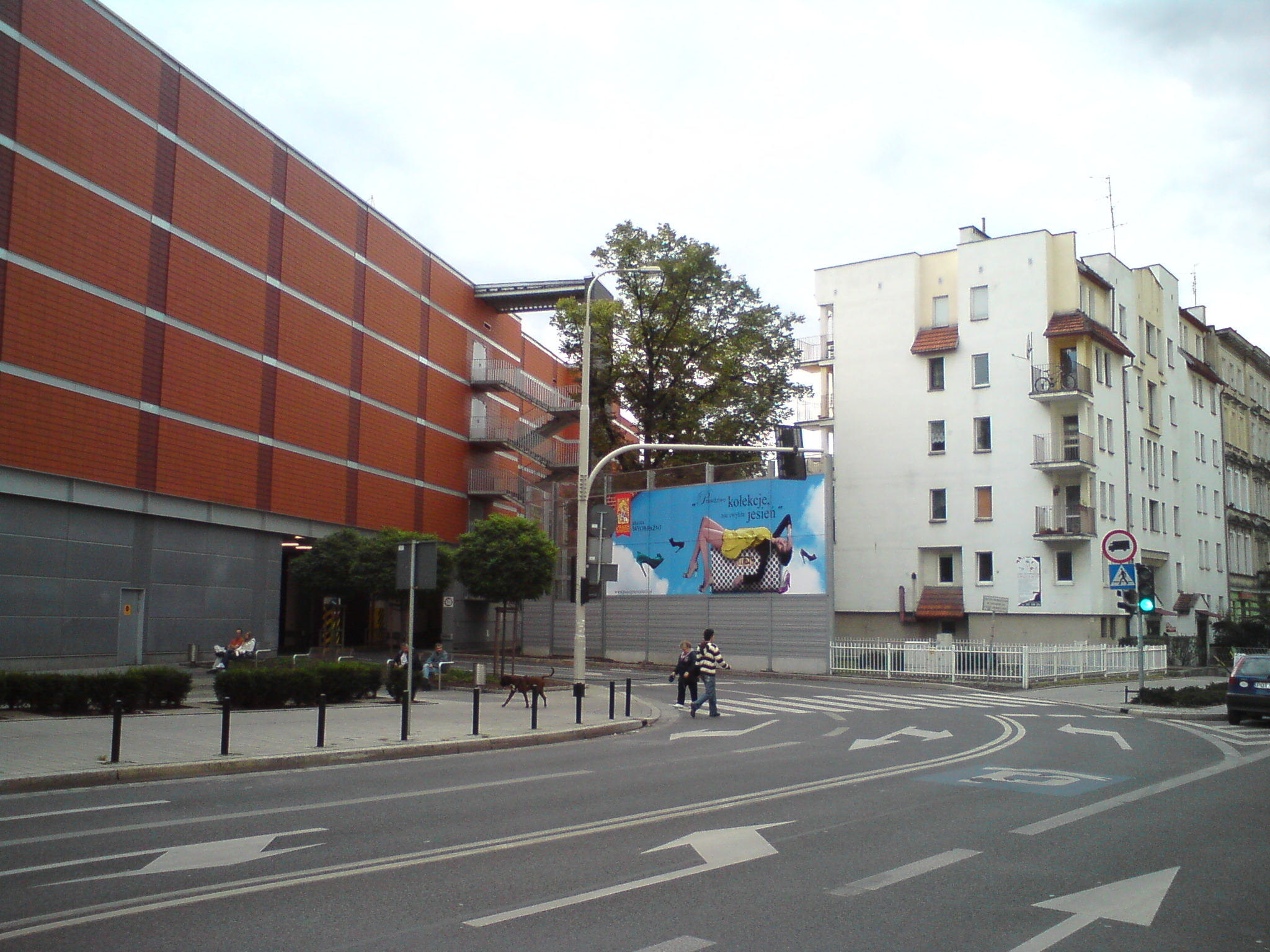
Wjazd do Pasażu Grunwaldzkiego z ul. Grunwaldzkiej

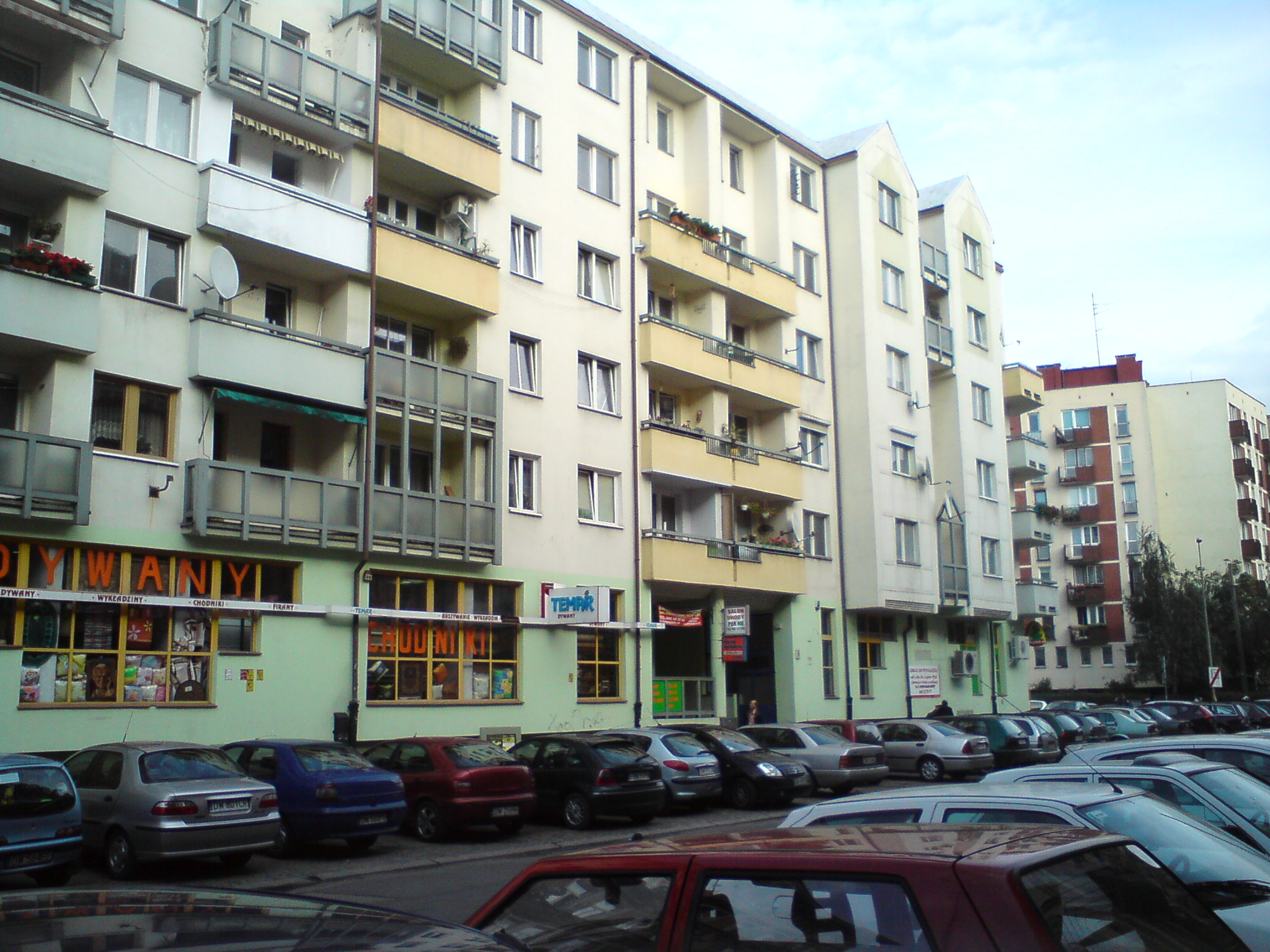
Ul. Grunwaldzka 18-22

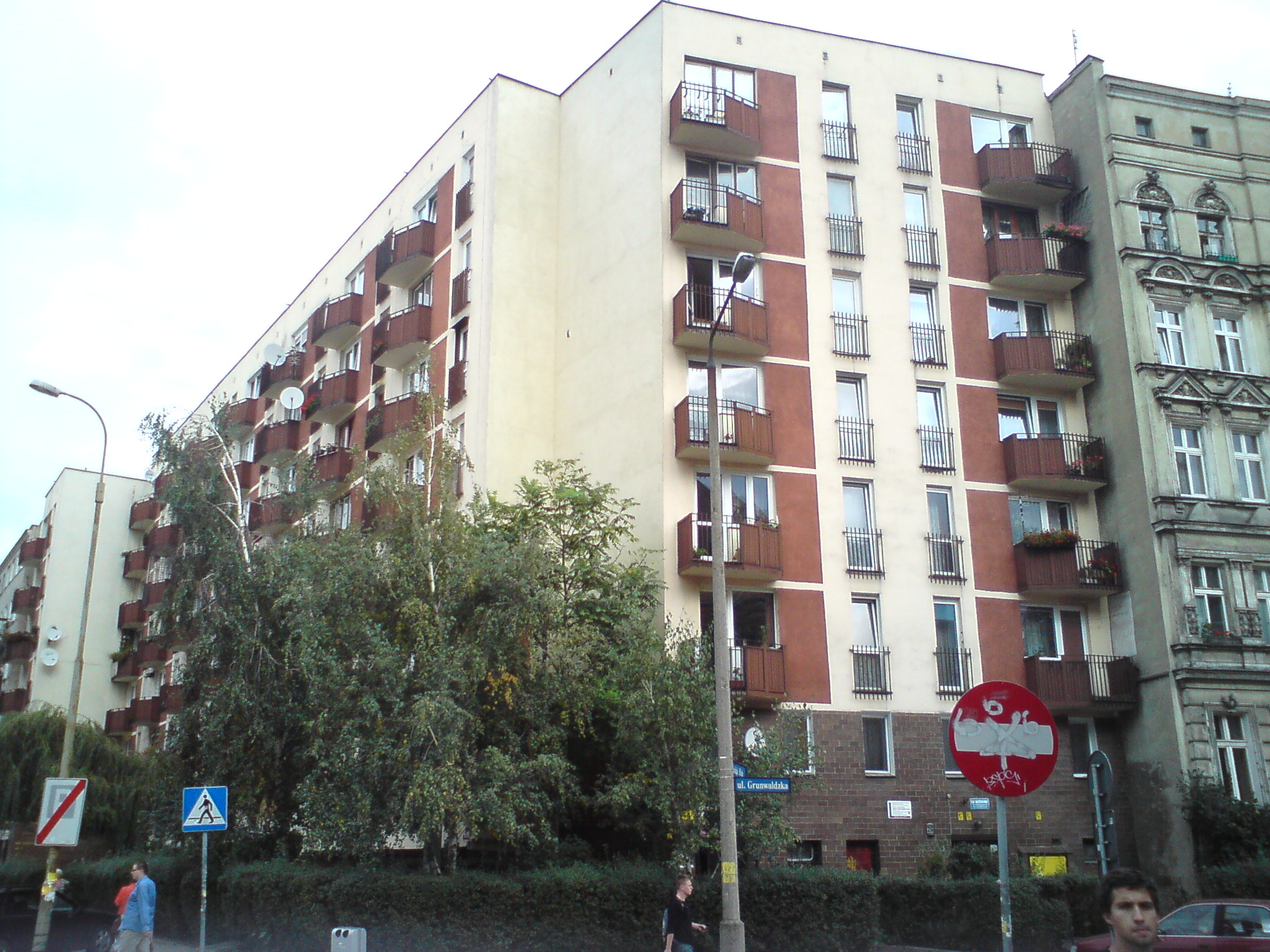
Ul. Grunwaldzka 26 i ul. M. Reja 9

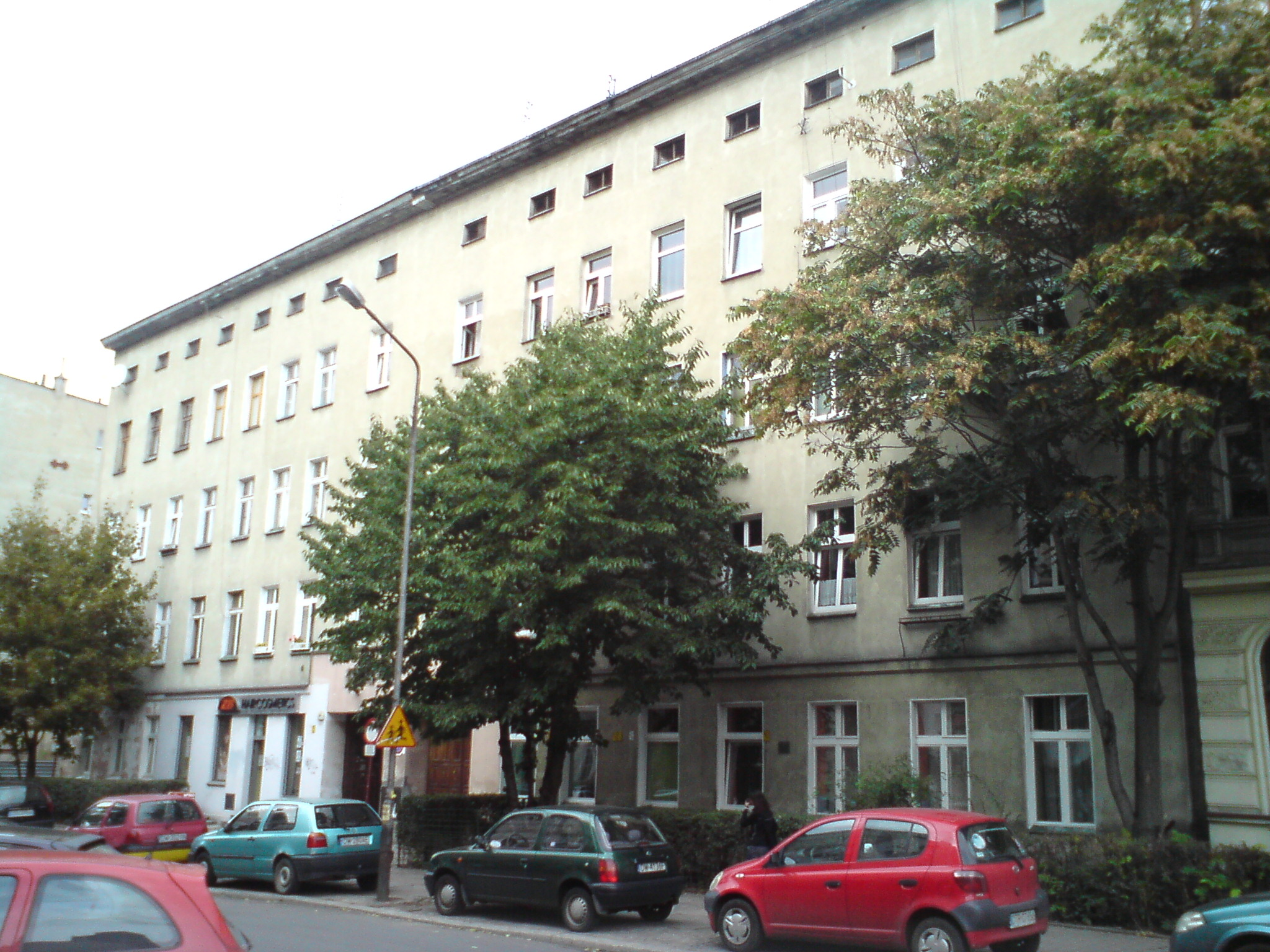
Ul. Grunwaldzka 34 i 36

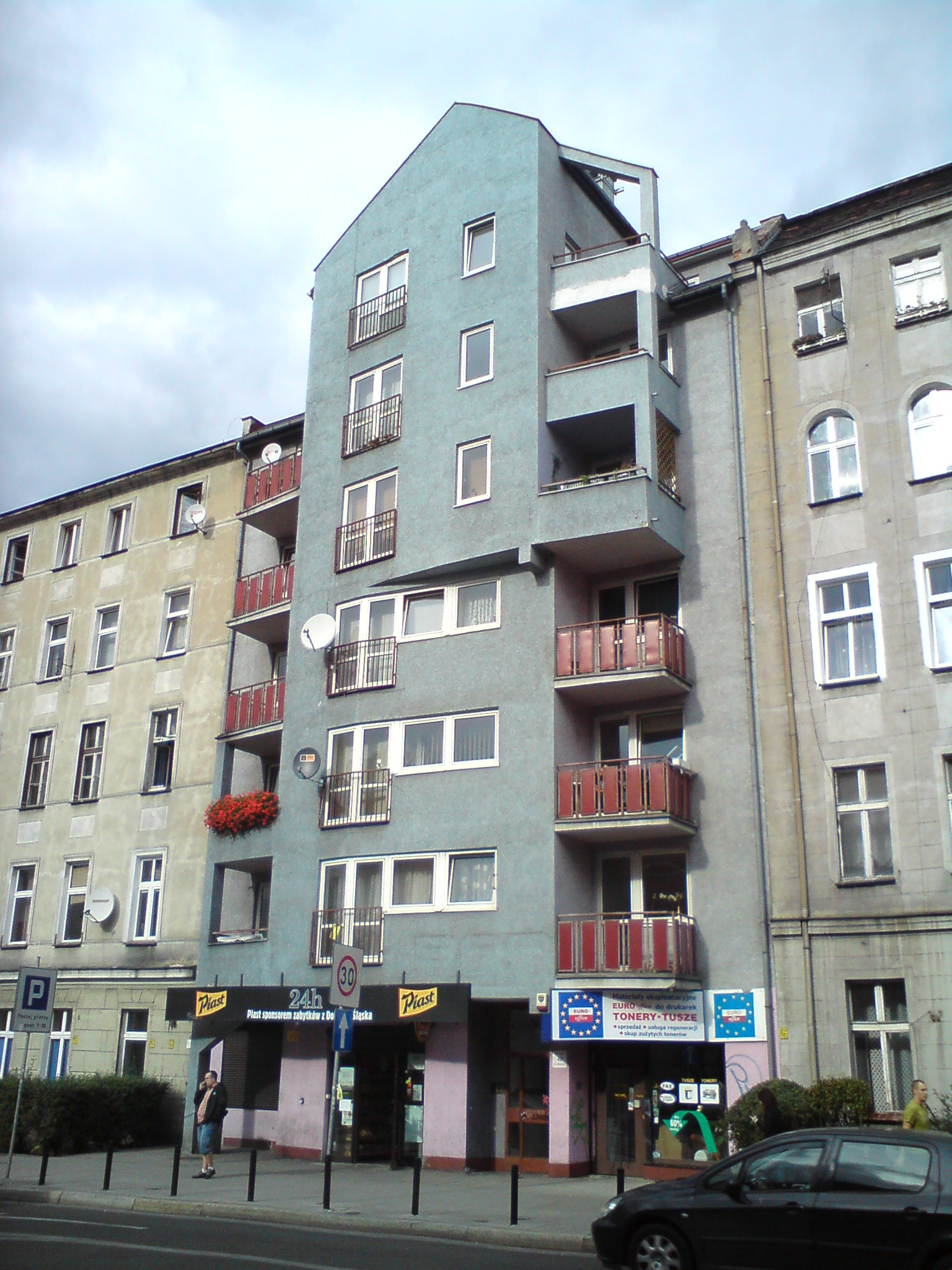
Ul. Grunwaldzka 42

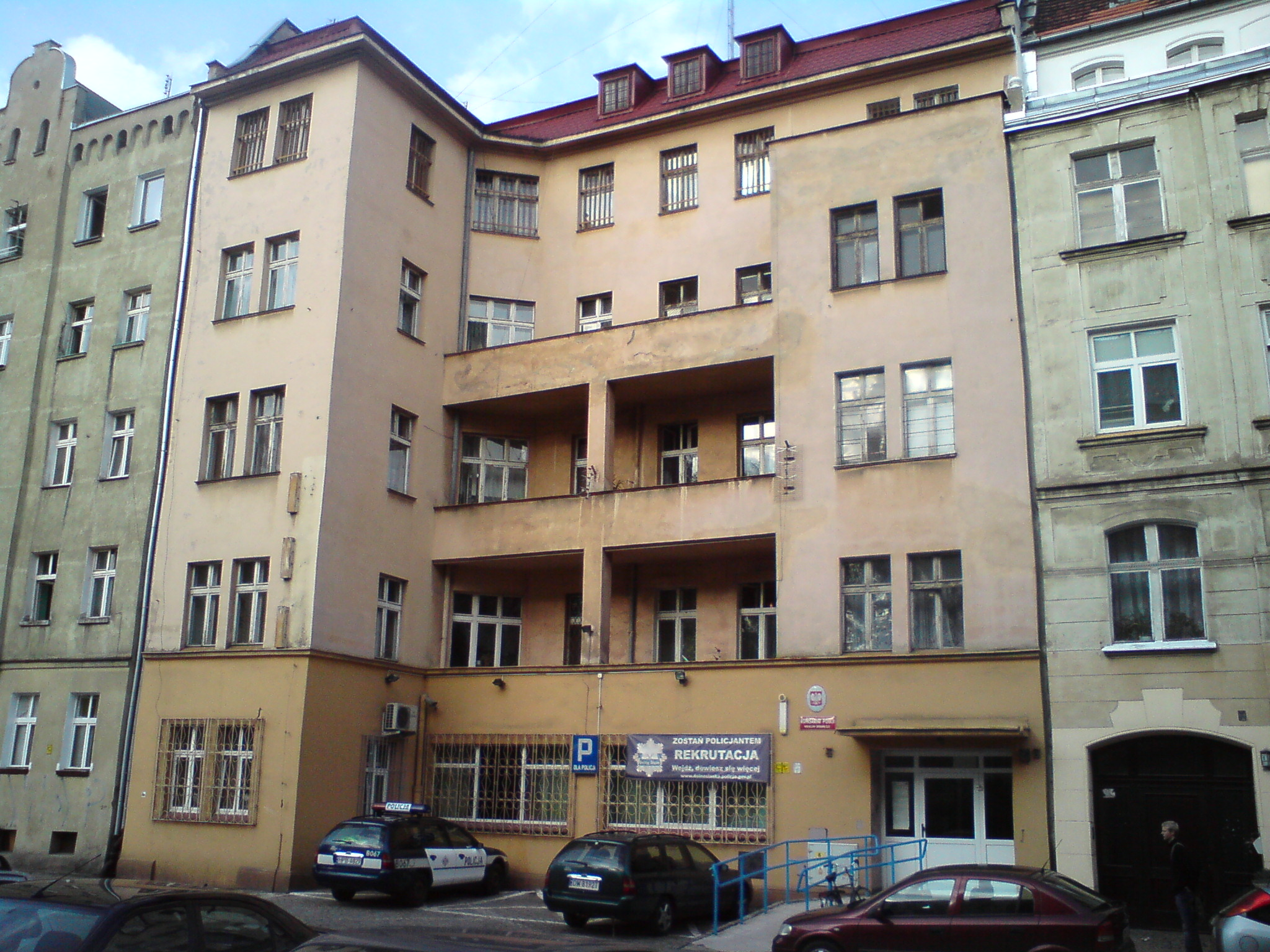
Ul. Grunwaldzka 6, posterunek policji

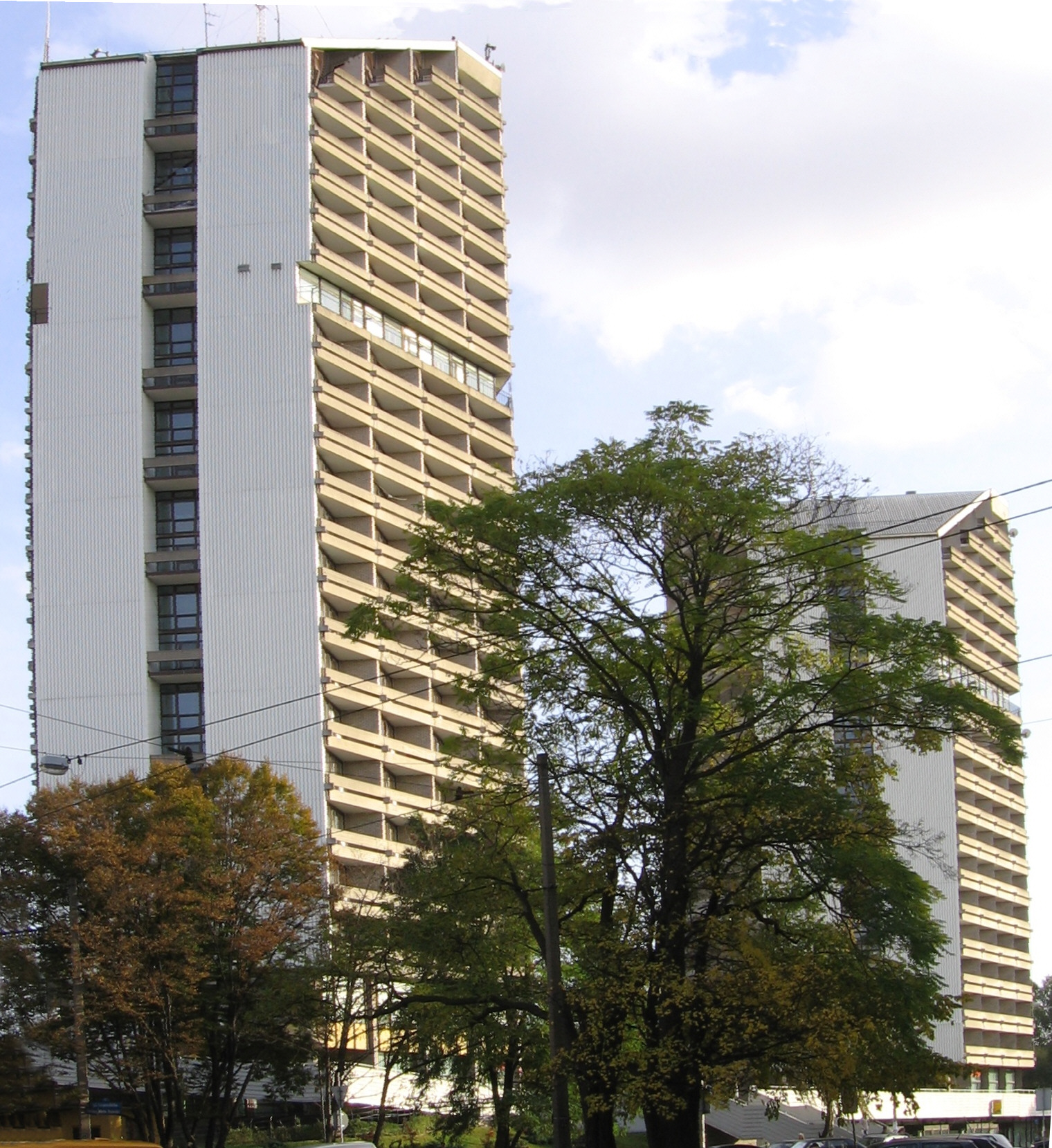
Domy akademickie „Kredka” i „Ołówek”

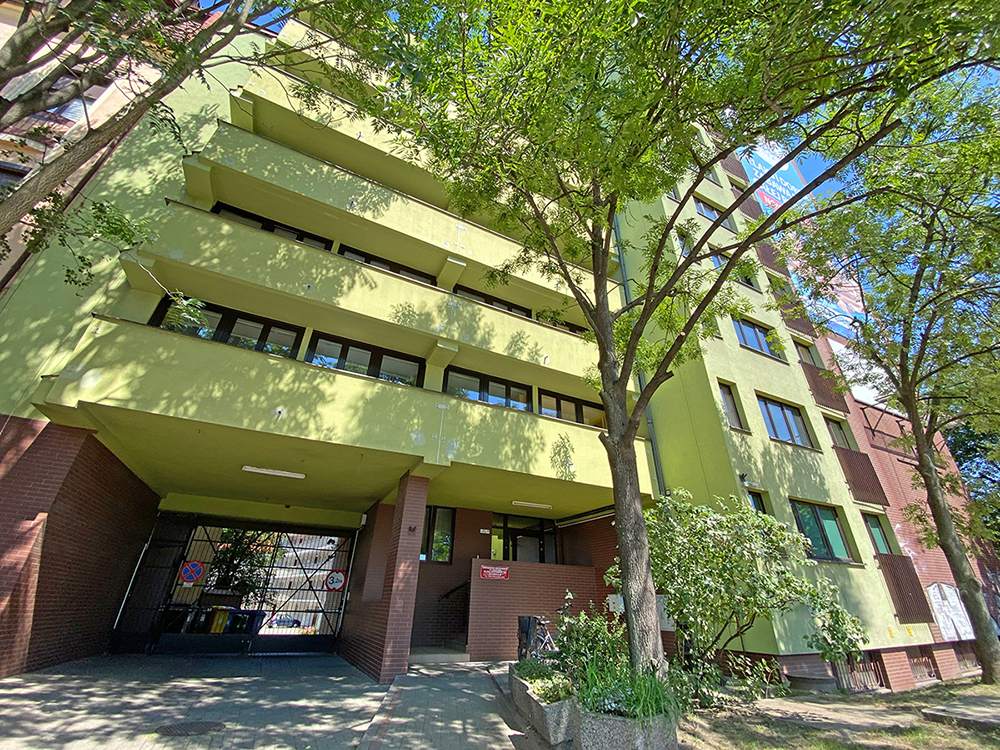
Dom studencki „Zodiak”

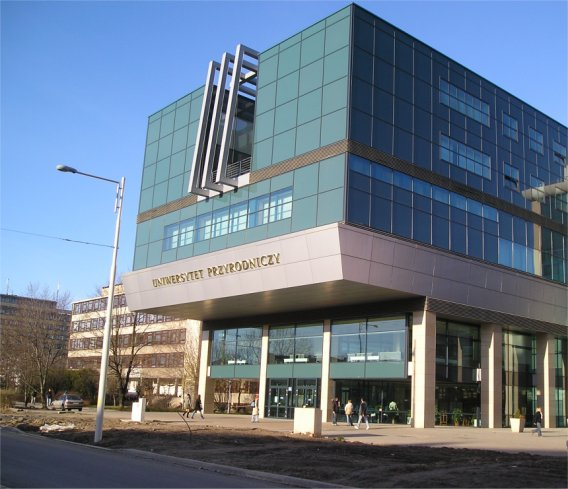
Centrum Dydaktyczno-Naukowe (od strony pl. Grunwaldzkiego)

Ulica biegnie w pierwszym swoim odcinku od jej skrzyżowania z ulicami: Łukasza Górnickiego, Benedyktyńską, Ładną oraz Miłą do skrzyżowania z ulicą Odona Bujwida, a w drugim swoim odcinku od skrzyżowania z ulicą Odona Bujwida i Henryka Sienkiewicza do skrzyżowania z placem Grunwaldzkim, wybrzeżem Ludwika Pasteura oraz Mostem Szczytnickim, stanowiącym przeprawę nad Starą Odrą. Ulica łączy się z następującymi ulicami:
| powiązanie                                                   | droga                                                                                 | nr drogi | foto | objaśnienia                         |
| ------------------------------------------------------------ | ------------------------------------------------------------------------------------- | -------- | ---- | ----------------------------------- |
| kontynuacja                                                  | ulica Benedyktyńska                                                                   | 105112D  |      | po lewej                            |
| skrzyżowanie                                                 | ulica Łukasza Górnickiego                                                             | 105148D  |      | na wprost                           |
| skrzyżowanie                                                 | ulica Ładna                                                                           | 105192D  |      |                                     |
| skrzyżowanie                                                 | ulica Miła                                                                            | 105205D  |      | na wprost                           |
| skrzyżowanie                                                 | ulica Mikołaja Reja                                                                   | 105251D  |      | w prawo                             |
| skrzyżowanie sygnalizacja świetlna                           | ulica Piastowska zbiorcza torowisko tramwajowe (główny korytarz tramwajowy)           | 105236D  |      | na wprost                           |
| skrzyżowanie                                                 | ulica Oskara Minkowskiego                                                             | 105206D  |      |                                     |
| skrzyżowanie                                                 | ulica Wilhelma Roentgena                                                              | 105253D  |      |                                     |
| skrzyżowanie                                                 | ulica Edwarda Suchardy                                                                | 105279D  |      |                                     |
| skrzyżowanie                                                 | ulica Odona Bujwida                                                                   | 105122D  |      |                                     |
| przerwany bieg ulicy, połączenie drogowe ulicą Odona Bujwida |                                                                                       |          |      |                                     |
| kontynuacja                                                  | ulica Henryka Sienkiewicza zbiorcza torowisko tramwajowe (główny korytarz tramwajowy) | 105330D  |      |                                     |
| skrzyżowanie                                                 | ulica Odona Bujwida                                                                   | 105122D  |      |                                     |
| skrzyżowanie                                                 | ulica Ksawerego Liskego                                                               | 105190D  |      |                                     |
| skrzyżowanie sygnalizacja świetlna                           | Plac Grunwaldzki zbiorcza / główna torowisko tramwajowe (główny korytarz tramwajowy)  | 105354D  |      | na wprost (ul. Grunwaldzka w prawo) |
| skrzyżowanie sygnalizacja świetlna                           | wybrzeże Ludwika Pasteura lokalna                                                     | 105232D  |      |                                     |
| kontynuacja                                                  | Most Szczytnicki główna torowisko tramwajowe                                          |          |      |                                     |

## Droga
Ulica Grunwaldzka jest drogą publiczną, której nadano kategorię drogową – droga gminna. Droga ta ma przypisany numer 105150D (numer ewidencyjny drogi G1051500264011). Jej długość wynosi 1.223 m. Na odcinku od ulicy Łukasza Górnickiego do ulicy Odona Bujwida jest drogą jednojezdniową, z ruchem dwukierunkowym, z wyłączeniem odcinka od ulicy Mikołaja Reja do wyjazdu z posesji – Pasażu Grunwaldzkiego, przed ulicą Piastowską, na którym stanowi drogę jednokierunkową z ruchem od ulicy Piastowskiej do ulicy Mikołaja Reja, natomiast na odcinku od ulicy Odona Bujwida do placu Grunwaldzkiego dwie jezdnie ulicy, każda dwupasmowa dla obu kierunków ruchu, rozdzielone są wydzielonym torowiskiem tramwajowym.
Teren przez który przebiega odcinek pierwszy z wyżej wymienionych leży na wysokości bezwzględnej wynoszącej od około 116,6 do 117,6 m n.p.m., natomiast drugi z wyżej wskazanych odcinków przebiega przez teren o wysokości bezwzględnej od 117,0 do 120,4 m n.p.m.. Duża część jezdni ulicy ma nawierzchnię z granitowej kostki brukowej, z wyłączeniem dwujezdniowego odcinka końcowego, fragmentu odcinka na zachód od ulicy Piastowskiej, niektórych odcinków związanych z przejściami dla pieszych i skrzyżowaniami oraz fragmentów jezdni związanych z jej naprawami, gdzie zastosowano inny rodzaj nawierzchni – z masy bitumicznej. Odcinek drogi do ulicy Łukasza Górnickiego do ulicy Piastowskiej oraz odcinek od ulicy Piastowskiej do ulicy Odona Bujwida objęty jest strefą ograniczonej prędkości do 30 km/h.
W ramach tej strefy ulica jest przeznaczona także dla ruchu rowerowego, w tym na odcinku od ulicy Mikołaja Reja do wyjazdu z posesji – Pasażu Grunwaldzkiego, gdzie wyznaczono kontrapas. Przy końcowym, dwujezdniowym odcinku ulicy po stronie północnej zbudowano wydzieloną drogę dla rowerów. Drogi te powiązane są ze zbiorczą drogą rowerową wytyczoną ulicą Piastowską oraz głównymi rowerostradami wytyczonymi wzdłuż osi placu Grunwaldzkiego oraz ulicą Henryka Sienkiewicza i samą ulicą Grunwaldzką na odcinku stanowiącym kontynuację tej drogi i dalej do Mostu Szczytnickiego, a także z alternatywnymi drogami rowerowymi, tzw. greenway biegnącymi wzdłuż Starej Odry.
Komunikacja miejska prowadzona jest jedynie końcowym odcinkiem ulicy Grunwaldzkiej, od ulicy Odona Bujwida do placu Grunwaldzkiego. Po wydzielonym torowisku wyznaczono tu linie tramwajowe. Przystanki tramwajowe zaś urządzono przy skrzyżowaniu ulicy Grunwaldzkiej, Odona Bujwida i Henryka Sienkiewicza. Noszą one nazwę „Grunwaldzka”.
Droga stanowiąca ulicę Grunwaldzką położona jest na kilku działkach gruntu. Są to działki o następujących polach powierzchni: odcinek ulicy od ulicy Łukasza Górnickiego do ulicy Mikołaja Reja – 4.382 m², odcinek od ulicy Mikołaja Reja do ulicy Piastowskiej – 3.876 m², odcinek od ulicy Piastowskiej do ulicy Odona Bujwida – 8.677 m² oraz odcinek od ulicy Odona Bujwida placu Grunwaldzkiego, położony na dwóch działkach o powierzchniach 6.536 m² i 1.739 m², co łącznie daje 8.275 m². Razem powierzchnia zajęta przez drogę wynosi 25.210 m².

## Zabudowa i zagospodarowanie

### Wprowadzenie do zabudowy i zagospodarowania
Ulica przebiega przez obszar miasta z częściowo zachowaną zabudową ukształtowaną w oparciu o kwartały zabudowy, z ciągłymi pierzejami wzdłuż ulic i placów, o zdefiniowanej kompozycji urbanistycznej. Takie pierzeje znajdują się po stronie południowej ulicy na odcinku początkowym, tj. od ulicy Ładnej do ulicy Mikołaja Reja, oraz po stronie północnej wzdłuż całego odcinka od ulicy Łukasza Górnickiego do ulicy Odona Bujwida. Przeje te tworzą zachowane budynki przedwojenne, wymienione w rozdziale o zabytkach, oraz uzupełniająca zabudowa współczesna, tzw. zabudowa plombowa. Południowa strona ulicy począwszy od ulicy Mikołaja Reja do ulicy Odona Bujwida ma już bardziej niejednolity charakter i z wyjątkiem szkoły na rogu z ulicą Mikołaja Reja oraz dwóch kamienic zagospodarowana jest przez obiekty współczesne. Podobnie zróżnicowana jest zabudowa końcowego odcinka ulicy od ulicy Odona Bujwida do placu Grunwaldzkiego z zabudową historyczną oraz współczesną. W rejonie ulicy występują także licznie ważne obiekty i obszary publiczne oraz komercyjne.

### Obszary dysharmonii
Pomimo powyższego wskazania, że ulica przebiega przez obszary o ukształtowanym układzie urbanistycznym, przy ulicy nadal znajdują się obszary dysharmonii w tym zakresie. Pośród nich można wymienić narożną nieruchomość przy skrzyżowaniu ulicy Grunwaldzkiej (strona południowa) i ulicy Piastowskiej (strona wschodnia), na której zlokalizowana jest zabudowa, w której prowadzona jest działalność gospodarcza związana z obsługą pojazdów mechanicznych. Postuluje się zmianę tego stanu rzeczy wskazując na nowe przeznaczenie terenu w szczególności pod usługi centrotwórcze, mieszkalnictwo, usługi nauki, domy akademickie itp. z obowiązkiem wyeksponowania zabudowy o strony wymienionych ulic oraz wykreowania we wspominanym narożniku działki przy skrzyżowaniu dominanty architektonicznej. Dojazd do terenu wyznaczono od strony ulicy Grunwaldzkiej. Innym, znaczącym obszarem takiej dysharmonii jest teren położony na wschód od domów akademickich „Kredka” i „Ołówek”. Znajdują się tu między innymi zabudowania stacji paliw i baru typu fast food należącego do sieci ogólnoświatowej McDonald’s.

### Wybrane obiekty współczesne

#### Komisariat Policji Wrocław-Śródmieście
Przy ulicy Grunwaldzkiej 6, w pierzei północnej początkowego odcinka ulicy, położony jest budynek, którym mieści się Komisariat Policji  Wrocław-Śródmieście. Jest to budynek o sześciu kondygnacjach nadziemnych i powierzchni zabudowy wynoszącej 380 m², zaliczany w Klasyfikacji Środków Trwałych do grupy b - budynki biurowe (105). Nieruchomość stanowi własność Skarbu Państwa pozostającą w zarządzie.

#### Budynek mieszkalny przy ulicy Grunwaldzkiej 35 i 35a
Jest to budynek zlokalizowany w południowej pierzei ulicy Grunwaldzkiej przylegający do zachowanych kamienic pod numerami 31 i 33 w sąsiedztwie Pasażu Grunwaldzkiego. Budynek powstał w latach 1990–1991 według projektu A. Bożek-Nowickiej. Budynek ma sześć kondygnacji nadziemnych i 274 m² powierzchni zabudowy, a w Klasyfikacji Środków Trwałych zaliczany jest do grupy m - budynki mieszkalne (110). Posadowiony jest na działce gruntu o powierzchni 0,0681 ha sklasyfikowanej jako klasoużytek B - Tereny mieszkaniowe. Stanowi współwłasność osób fizycznych i innych osób prawnych.

#### Pasaż Grunwaldzki
Pasaż Grunwaldzki położony jest przy placu Grunwaldzkim 22. Jest to budynek handlowo-usługowy (według Klasyfikacji Środków Trwałych zaliczony jest do grupy h - budynki handlowo-usługowe (103)) z dodatkową funkcją kultury i rozrywki. Ma trzy kondygnacje nadziemne w części handlowej i sześć kondygnacji w pozostałym zakresie, powierzchnia zabudowy wynosi 24.039 m², powierzchnia handlowo-usługowa ma 62.000 m², a kubatura obejmuje 645.937 m³. Mieści się tu około 200 lokali handlowo-usługowych. W parkingu wielostanowiskowym urządzono około 1.700 miejsc postojowych. Północna elewacja obiektu tworzy południową pierzeję ulicy Grunwaldzkiej na fragmencie odcinka tej ulicy od skrzyżowania z ulicą Piastowską w kierunku ulicy Mikołaja Reja. Z ulicy Grunwaldzkiej urządzono jeden z wjazdów na parking funkcjonujący w budynku. W tym miejscu obiekt stanowi w pierzei południowej dominantę architektoniczną.

#### Obiekty dydaktyczno-naukowe Uniwersytetu Przyrodniczego
Przy ulicy Grunwaldzkiej pod numerami 53 oraz 55 położone są obiekty należące do Uniwersytetu Przyrodniczego. Pod numerem 53 znajduje się budynek dydaktyczny, a pod numerem 55 i 53 znajduje się budynek Centrum Geo-Info-Hydro, również należący do Uniwersytetu Przyrodniczego. Ten drugi budynek ten ma 5 kondygnacji nadziemnych, jego powierzchnia użytkowa wynosi 7.784 m², a kubatura około 26.000 m³. Powierzchnia zabudowy budynku wynosi 2146 m². Rodzaj budynku według Klasyfikacji Środków Trwałych to k - budynki oświaty nauki i kultury oraz sportowe (107). W tym miejscu obiekt stanowi w pierzei południowej dominantę architektoniczną. Natomiast tak samo klasyfikowany budynek przy ulicy Grunwaldzkiej 53 ma powierzchnię zabudowy wynoszącą 974 m² i sześć kondygnacji nadziemnych. Jest to budynek naukowo-dydaktyczny obejmujący skrzydło przy pl. Grunwaldzkim 24 i przy ul. Grunwaldzkiej 53, w którym mieści się Wydział Inżynierii Kształtowania Środowiska i Geodezji Uniwersytetu Przyrodniczego, uznane z dobro kultury współczesnej. Ponadto powstał tu budynek ustawiony prostopadle do placu Grunwaldzkiego i ulicy Grunwaldzkiej, połączony z wymienionymi budynkami nadwieszonymi łącznikami, w którym mieści się Centrum Dydaktyczno-Naukowe pod adresem plac Grunwaldzki 24a. Tan budynek ma pięć kondygnacji nadziemnych, 2.740 m² powierzchni zabudowy i klasyfikowany jest identycznie jak powyższe.

#### Domy akademickie Stodoły
Cztery budynki ustawione prostopadle do ulicy Grunwaldzkiej i placu Grunwaldzkiego przeznaczone na domy studenckie, zbudowane w latach 50. XX wieku w stylu socrealistycznym. Ich architektura skutkowała wykreowaniem wobec nich określenia mianem „Stodoły”. Są to budynki czterokondygnacyjne o powierzchniach zabudowy około 1.000-1.100 m² każdy z nich, zaliczane według Klasyfikacji Środków Trwałych do grupy m - budynki mieszkalne (110). Ich adresy przypisane są do ulicy Grunwaldzkiej numery 59 (DS Telemik), 61 (DS Straszny Dwór), 63 (Talizman) i 65 (Centaur).

#### Budynek przy ulicy Grunwaldzkiej 67
W okresie od 1998 r. do 2016/2017 r. w budynku przy ulicy Grunwaldzkiej 67 działał klub Alibi. Według niektórych publikacji było to znane i kultowe miejsce, w którym odbyły się koncerty wielu znanych i mniej znanych zespołów prezentujących różne style muzyczne. Takiemu wizerunkowi i popularności pomagała także lokalizacja w otoczeniu licznych domów akademickich. Imprezą zorganizowaną na zamknięcie klubu była zabawa sylwestrowa na przełomie lat 2016/2017. Później w jego miejsce powstał klub Akademia Baza Cooltury. Mieści się tu także sklep sieci Carrefour Express. Jest to budynek o dwóch kondygnacjach nadziemnych. Jego powierzchnia zabudowy wynosi 1.571 m². W ewidencji gruntów i budynków zapis dotyczący Klasyfikacji Środków Trwałych przypisuje go do rodzaju h - budynki handlowo-usługowe (103).

#### Budynek mieszkalny przy ulicy Grunwaldzkiej 88 i Henryka Sienkiewicza 131
Jest to budynek mieszkalny zaprojektowany przez Jadwigę Grabowską-Hawrylak, którego budowa trwała od 1963 do 1970 roku. Jego adres to ulica Grunwaldzka 88 oraz ulica Henryka Sienkiewicza 131. Ma dziewięć kondygnacji nadziemnych, a powierzchnia zabudowy wynosi 404 m². Spotyka się wobec niego określenie „złamany budynek”. Stanowi współwłasność osób fizycznych i innych osób prawnych

#### Domy akademickie Kredka i Ołówek
Są to dwa punktowce o charakterystycznej bryle opartej na sześciobocznym planie i zwężające się ku górze na czterech ostatnich kondygnacjach. U dołu funkcjonalnie połączone są platformą, pod którą usytuowano lokale handlowe i garaże. Zostały zbudowane w technologii monolitycznej. Stanowią dominantę wysokościową, zamykającą plac Grunwaldzki od wschodu. W ewidencji gruntów i budynków całość widnieje jako jeden budynek z przypisanymi następującymi punktami adresowymi: ulica Odona Bujwida 25, ulica Grunwaldzka 69 (dom akademicki Kredka) i plac Grunwaldzki 30 (dom akademicki Ołówek). W Klasyfikacji Środków Trwałych zaliczony jest do grupy m - budynki mieszkalne (110). Ewidencyjna powierzchnia zabudowy całości wynosi 2.056 m² a liczba kondygnacji nadziemnych określona jest na 23. W szczególności dla wieży południowej określa się następujące dane: liczba kondygnacji 20, wysokość do dachu 60 m, wysokość strukturalna 70 m, powierzchnia użytkowa 9.420 m², kubatura 33.762 m³, a dla wieży północnej odpowiednio liczba kondygnacji 24 (23, 25), wysokość do dachu 75 m, wysokość strukturalna 85 m, wysokość architektoniczna 105 m, powierzchnia użytkowa 11.876,3 m², kubatura 42.605 m³. Budynki zostały objęte ochroną w ramach gminnej ewidencji zabytków.

#### Dom akademicki Zodiak
W budynku położonym przy ulicy Grunwaldzkiej 106a mieści się dom studencki DS-5 "Zodiak". Przylega do akademika "Labirynt" współdzieląc z nim wewnętrzny dziedziniec. Jest to budynek o dziewięciu kondygnacjach nadziemnych, powierzchni zabudowy wynoszącej 440 m², zaliczony w Klasyfikacji Środków Trwałych do grupy i - pozostałe budynki niemieszkalne (109).

### Zieleń i obiekty rekreacji
Przy dzisiejszej ulicy Grunwaldzkiej nie ma dużych form zieleni. Znajdują się tu takie elementy zieleni jak: zieleń przyuliczna, skwery, wnętrza w blokach urbanistycznych. Na uwagę zasługują między innymi wymienione poniżej obiekty zieleni:
- wnętrze międzyblokowe Ładna-Grunwaldzka-Reja, gdzie w ramach programu zagospodarowania wnętrz międzyblokowych i placów zabaw zrealizowano projekt jego rewitalizacji[182],
- zachowany we fragmencie i w zmienionej formie dawny ogród przy dawnym szpitalu Bethlehem, położony w kwartale zabudowy i otoczony pierzejami ulic: Henryka Sienkiewicza, Mikołaja Reja, Piastowska, Grunwaldzka; współcześnie stanowi enklawę zieleni, obejmującej także teren obecnego Przedszkola nr 18 przy ulicy Henryka Sienkiewicza 85, z zachowanym fragmentem dawnej alei lipowej i innych kompozycji[183],
- zachowane we fragmentach i w zmienionej formie przedogrody[27] osidla obejmującego między innymi budynki przy ulicy Grunwaldzkiej 54-82[1] oraz przy ulicach: Oskara Minkowskiego, Wilhelma Roentgena, Edwarda Suchardy i Henryka Sienkiewicza[27][184]; były to kompozycje wytyczone w latach 20. XX wieku w ramach dużych zespołów mieszkaniowych zrealizowanych z uwzględnieniem postulatów modernizmu, w ramach których budynki zostały poprzedzone względem ulic spójnymi stylistycznie przedogrodami[27],
- wnętrza międzyblokowe z zielenią wyżej wymienionego osiedla[26][185],
- odcinek ulicy Grunwaldziej, od ulicy Piastowskiej do ulicy Odona Bujwida z liniowymi formami zieleni przyulicznej, szpalerami, nadającym ulicy o charakter alei[184],
- skwer ze starannie zaprojektowaną zielenią i małą architekturą ukształtowany na początku lat 70. XX wieku wraz z budową budynku mieszkalnego przy ulicy Grunwaldzkiej 88 i Henryka Sienkiewicza 131[33],
- ulica Odona Bujwida i ulica Ksawerego Liskego na północ od ulicy Grunwaldzkiej z liniowymi formami zieleni przyulicznej, szpalerami, nadającym ulicy o charakter alei[184],
- zieleń nadrzeczna wzdłuż Starej Odry w ramach strefy zieleni dominującej[186][187], w tym zieleń parkowa, skwery i place zabaw[187].

Natomiast wśród obiektów sportu i rekreacji można wymienić boisko przy szkole (ulica Mikołaja Reja 3), place zabaw: w obrębie ulic Reja, Grunwaldzkiej, Ładnej, plac zabaw przy ulicy Łukasza Górnickiego 1a, przy Piastowskiej 26c, przy ulicy Minikowskiego 5 i przy ulicy Minikowskiego 6, plac zabaw w obrębie ulic Bujwida 37-45, Liskego 4-6, Sopockiej 7-15 i Grunwaldzkiej 94-98 oraz przy ulicy Liskiego 3 oraz boisko Academic Arena imienia O. Lenczyka przy ulicy Grunwaldzkiej pomiędzy akademikami „Stodoły”.

## Ochrona i zabytki

### Układ urbanistyczny
Ulica przebiega przez dwa obszary, których historyczny układu urbanistyczny podlega ochronie. Pierwszym z nich jest obszar obejmujący początek ulicy i dalej aż do ulicy Odona Bujwida, a za tą ulicą południową stronę końcowego odcinka tej ulicy do placu Grunwaldzkiego. Jest to osiedle Plac Grunwaldzki, które stanowi część śródmieścia we Wrocławiu. Chroniony jest historyczny układ urbanistyczny tego osiedla jako założenia przestrzennego kształtowanego sukcesywnie od początku XIX wieku do lat 70. XX wieku. Jest on ograniczony ulicami Stefana Wyszyńskiego, Henryka Sienkiewicza oraz korytami rzecznymi Starej Odry i rzeki Odry (Odry Głównej). Rodzaj ochrony określono jako inny. Założenie to widnieje pod identyfikatorem INSPIRE_ID: PL.1.9.ZIPOZ.NID_E_02_UU.4435. Stan zachowania chronionego układu urbanistycznego określa się jako 4 – dobry / 5 – bardzo dobry. Drugi z nich, obejmuje jedynie północną stronę ulicy Grunwaldzkiej od ulicy Odona Bujwida do Starej Odry, który także chroniony jest wpisem do gminnej ewidencji zabytków, jako historyczny układ urbanistyczny Przedmieścia Piaskowego, stanowiący część Śródmieścia we Wrocławiu. W tym przypadku ochronie podlega założenie przestrzenne kształtowane począwszy od XVIII wieku do 1945 r.. Rodzaj ochrony określono jako inny. Założenie to widnieje pod identyfikatorem INSPIRE_ID: PL.1.9.ZIPOZ.NID_E_02_UU.4375. Stan zachowania określa się jako 4 – dobry / 5 – bardzo dobry.

### Zabytki

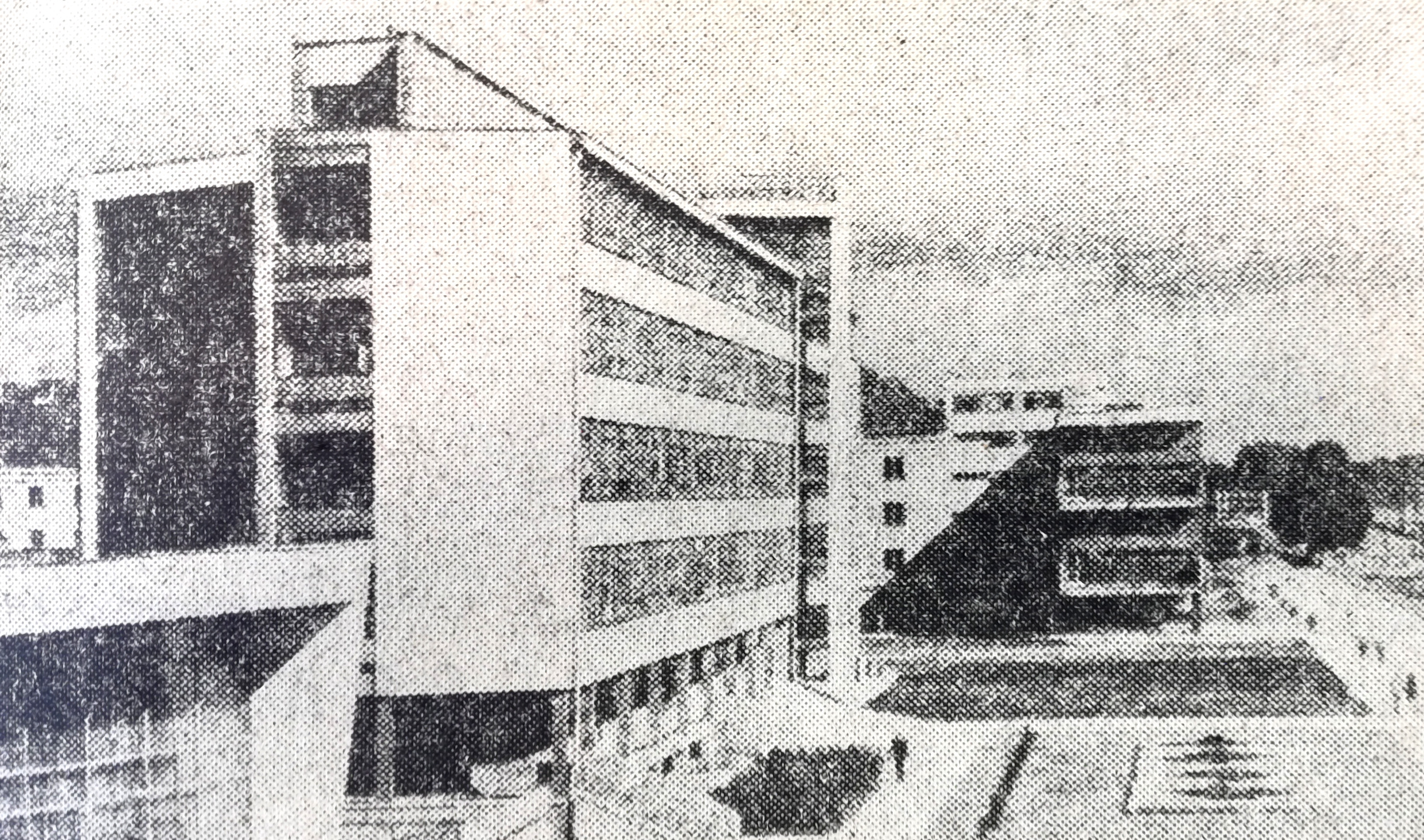
Ówcześnie Wydział Melioracji (widok od pl. Grunwaldzkiego)

Przy ulicy oraz w bezpośrednim sąsiedztwie znajdują się następujące zabytki:
| strona                                                      | obiekt, adres | powstanie, rodzaj ochrony, nr rej., INSPIRE_ID | fotografia                                                  |
| odcinek od ulicy Łukasza Górnickiego do ulicy Mikołaja Reja | odcinek od ulicy Łukasza Górnickiego do ulicy Mikołaja Reja | odcinek od ulicy Łukasza Górnickiego do ulicy Mikołaja Reja | odcinek od ulicy Łukasza Górnickiego do ulicy Mikołaja Reja |
| ----------------------------------------------------------- | --- | --- | ----------------------------------------------------------- |
| północna                                                    | Kamienica, obecnie Katedra Fizjoterapii i laboratoria Uniwersytetu Medycznego we Wrocławiu ulica Grunwaldzka 2                                                                                                  | około 1910 r. gez, rodzaj ochrony: inny |                                                             |
| południowa                                                  | Kamienica, obecnie budynek mieszkalny z usługowym przyziemiem ulica Grunwaldzka 3-5 | około 1880 r. gez, rodzaj ochrony: inny |                                                             |
| północna                                                    | Kamienica ulica Grunwaldzka 4 | około 1880 r. gez, rodzaj ochrony: inny |                                                             |
| południowa                                                  | Kamienica ulica Grunwaldzka 7 | około 1890 r. gez, rodzaj ochrony: inny |                                                             |
| północna                                                    | pozycja 1 w zespole obiektów Kamienica ulica Grunwaldzka 8 | około 1910 r. gez, rodzaj ochrony: inny |                                                             |
| północna                                                    | pozycja 2 w zespole obiektów Oficyna, obecnie budynek mieszkalny ulica Grunwaldzka 8a | około 1890 r. gez, rodzaj ochrony: inny |                                                             |
| południowa                                                  | Kamienica ulica Grunwaldzka 9 | około 1890 r. gez, rodzaj ochrony: inny |                                                             |
| północna                                                    | pozycja 1 w zespole obiektów Kamienica ulica Grunwaldzka 10 | około 1910 r. gez, rodzaj ochrony: inny |                                                             |
| północna                                                    | pozycja 2 w zespole obiektów Oficyna, obecnie budynek mieszkalny ulica Grunwaldzka 10a | około 1890 r. gez, rodzaj ochrony: inny |                                                             |
| południowa                                                  | Kamienica ulica Grunwaldzka 11 | około 1880 r. gez, rodzaj ochrony: inny |                                                             |
| północna                                                    | pozycja 1 w zespole obiektów Kamienica ulica Grunwaldzka 12 | około 1900 r. gez, rodzaj ochrony: inny |                                                             |
| północna                                                    | pozycja 2 w zespole obiektów Kamienica ulica Grunwaldzka 12a | około 1880 r. gez, rodzaj ochrony: inny |                                                             |
| południowa                                                  | Kamienica ulica Grunwaldzka 13 | około 1880 r., około 1965 r. gez, rodzaj ochrony: inny |                                                             |
| północna                                                    | Kamienica ulica Grunwaldzka 14-16 | około 1895 r. (1893 r.) rejestr zabytków: A/6237 z dnia 12.04.2023 r. (INSPIRE_ID: PL.1.9.ZIPOZ.NID_N_02_BK.488605)                                                                |                                                             |
| południowa                                                  | Kamienica ulica Grunwaldzka 15 | około 1880 r., około 1965 r. gez, rodzaj ochrony: inny |                                                             |
| południowa                                                  | Kamienica ulica Grunwaldzka 17 | około 1885 r. gez, rodzaj ochrony: inny |                                                             |
| południowa                                                  | Kamienica ulica Grunwaldzka 19 | około 1880 r. gez, rodzaj ochrony: inny |                                                             |
| południowa                                                  | Kamienica ulica Grunwaldzka 21 (ulica Mikołaja Reja 10) | około 1880 r. gez, rodzaj ochrony: inny |                                                             |
| odcinek od ulicy Mikołaja Reja do ulicy Piastowskiej        | | |                                                             |
| południowa                                                  | Szkoła elementarna, obecnie Gimnazjum nr 13 imienia Unii Europejskiej ulica Mikołaja Reja 3 | 1885 r. (projekt Richard Plüddemann), lata 1890–1892 (realizacja) gez, rodzaj ochrony: mpzp (INSPIRE_ID: PL.1.9.ZIPOZ.NID_E_02_BK.169130)                                          |                                                             |
| południowa                                                  | Ogrodzenie terenu szkoły elementarnej, obecnie Gimnazjum nr 13 imienia Unii Europejskiej ulica Mikołaja Reja 3                                                                                                  | lata 1890–1892 gez, rodzaj ochrony: mpzp (INSPIRE_ID: PL.1.9.ZIPOZ.NID_E_02_BK.169130)                                                                                             |                                                             |
| północna                                                    | Kamienica ulica Grunwaldzka 28 | około 1890 r. gez, rodzaj ochrony: inny |                                                             |
| północna                                                    | Kamienica ulica Grunwaldzka 30 | około 1890 r. gez, rodzaj ochrony: inny |                                                             |
| południowa                                                  | Kamienica ulica Grunwaldzka 31 | około 1890 r. gez, rodzaj ochrony: mpzp |                                                             |
| południowa                                                  | Kamienica, obecnie budynek mieszkalny z usługowym przyziemiem ulica Grunwaldzka 33 | około 1890 r. gez, rodzaj ochrony: mpzp |                                                             |
| północna                                                    | Kamienica, obecnie budynek mieszkalny z usługowym przyziemiem ulica Grunwaldzka 38 | około 1880 r. gez, rodzaj ochrony: inny |                                                             |
| północna                                                    | Kamienica ulica Grunwaldzka 40 | około 1860 r. gez, rodzaj ochrony: inny |                                                             |
| północna                                                    | Kamienica, obecnie budynek mieszkalny z usługowym parterem ulica Piastowska 20 (ulica Grunwaldzka 44) | około 1900 r. gez, rodzaj ochrony: inny |                                                             |
| odcinek od ulicy Piastowskiej do ulicy Odona Bujwida        | | |                                                             |
| północna                                                    | Kamienica, obecnie budynek mieszkalny z usługowym parterem ulica Piastowska 19 | około 1900 r., 1975 r. gez, rodzaj ochrony: inny |                                                             |
| północna                                                    | Kamienica, obecnie budynek mieszkalny z usługowym przyziemiem ulica Grunwaldzka 46-48 | około 1900 r. gez, rodzaj ochrony: inny |                                                             |
| północna                                                    | Kamienica ulica Grunwaldzka 54-56-58-58a | około 1930 r. gez, rodzaj ochrony: inny |                                                             |
| północna                                                    | Kamienica ulica Grunwaldzka 60 | około 1929 r. gez, rodzaj ochrony: inny |                                                             |
| północna                                                    | Kamienica ulica Grunwaldzka 62 | około 1929 r. gez, rodzaj ochrony: inny |                                                             |
| północna                                                    | Kamienica ulica Grunwaldzka 64 | około 1929 r. gez, rodzaj ochrony: inny |                                                             |
| północna                                                    | Budynek mieszkalny ulica Grunwaldzka 66 | lata 30. XX wieku gez, rodzaj ochrony: inny |                                                             |
| północna                                                    | Kamienica ulica Grunwaldzka 68-70-72-74 | lata 1928–1929 gez, rodzaj ochrony: inny |                                                             |
| północna                                                    | Kamienica ulica Grunwaldzka 76-78-80 | lata 1928–1929 gez, rodzaj ochrony: inny |                                                             |
| północna                                                    | Kamienica ulica Grunwaldzka 82-84 | około 1929 r. gez, rodzaj ochrony: inny |                                                             |
| północna                                                    | Kamienica ulica Grunwaldzka 86 | około 1890 r. gez, rodzaj ochrony: inny |                                                             |
| odcinek od ulicy Odona Bujwida do placu Grunwaldzkiego      | | |                                                             |
| południowa                                                  | Uniwersytet Wrocławski - Domy studenckie "Ołówek" i „Kredka” plac Grunwaldzki 30 (ulica Grunwaldzka 69) | lata 1981–1991 (lata 1982–1991) gez, rodzaj ochrony: inny (INSPIRE_ID: PL.1.9.ZIPOZ.NID_E_02_BK.170725)                                                                            |                                                             |
| północna                                                    | Kamienica, obecnie budynek usługowy (siedziby firm) ulica Grunwaldzka 90 | około 1910 r. gez, rodzaj ochrony: inny |                                                             |
| północna                                                    | Kamienica ulica Grunwaldzka 92 | około 1915 r. gez, rodzaj ochrony: inny |                                                             |
| północna                                                    | pozycja 1 w zespole obiektów Willa Isidora Alexandra – siedziba Katolickiego Stowarzyszenia UNITAS, obecnie restauracja ulica Grunwaldzka 98 (willa z gankiem; siedziba – Szkoła Wyższa Psychologii Społecznej) | 1872 r., 1894 r., 1901 r. – rozbudowa (1878 r.) rejestr zabytków: A/1406/552/Wm z dnia 12.06.1995 r. (INSPIRE_ID: PL.1.9.ZIPOZ.NID_N_02_BK.93665, PL.1.9.ZIPOZ.NID_E_02_BK.165078) |                                                             |
| północna                                                    | pozycja 2 w zespole obiektów Oficyna z łącznikiem, obecnie budynek administracyjno-gospodarczy ulica Grunwaldzka 98 (garaż; stajnia i garaż)                                                                    | 1928 r. (1878 r.) rejestr zabytków: A/1406/552/Wm z dnia 12.06.1995 r. (INSPIRE_ID: PL.1.9.ZIPOZ.NID_N_02_BK.93667; łącznik INSPIRE_ID: PL.1.9.ZIPOZ.NID_N_02_BL.25512)            |                                                             |
| północna                                                    | pozycja 3 w zespole obiektów Fragment ogrodzenia posesji przy willi ulica Grunwaldzka 98 | XIX/XX wiek gez, rodzaj ochrony: inny |                                                             |
| północna                                                    | Kamienica ulica Grunwaldzka 100 | około 1915 r. gez, rodzaj ochrony: inny |                                                             |
| północna                                                    | Prywatna klinika dla kobiet dra L. Fraenkela, obecnie budynek mieszkalny ulica Grunwaldzka 102 | około 1915 r. gez, rodzaj ochrony: inny |                                                             |
| północna                                                    | Sanatorium Frau von Hegemann, obecnie Dom Pomocy Społecznej Zgromadzenia Sióstr Franciszkanek Matki Bożej Nieustającej Pomocy ulica Grunwaldzka 104                                                             | około 1915 r. gez, rodzaj ochrony: inny |                                                             |
| północna                                                    | Dom starców, obecnie akademik "Labirynt" Uniwersytetu Przyrodniczego ulica Sopocka 23 | 1929 r. (projekt Fritz Behrendt) gez, rodzaj ochrony: inny |                                                             |
| kontynuacja ulicy                                           | | |                                                             |
| wschodnia                                                   | Most Książęcy (Fürsten Brücke), obecnie Most Szczytnicki | 1890 r., lata 1933–1934 – poszerzony obustronnie, lata 2006–2008 – modernizacja i remont (lata 1888 – 1890) gez, rodzaj ochrony: mpzp (INSPIRE_ID: PL.1.9.ZIPOZ.NID_E_02_BL.24241) |                                                             |

### Dobro kultury współczesnej
Przy ulicy Grunwaldzkiej położony jest powojenny budynek, należący do Uniwersytetu Przyrodniczego, który choć nie został ustanowiony zabytkiem, to został uznany za dorobek współcześnie żyjących pokoleń o wysokiej wartości artystycznej lub historycznej, a tym samym postanowiono objąć go ochroną na podstawie przepisów ustawy o planowaniu i zagospodarowaniu przestrzennym jako dobro kultury współczesnej. Gmina Wrocław wypełniając swój ustawowy obowiązek ustaliła listę obiektów wartych takiej ochrony ujętą następnie w odpowiednich dokumentach planistycznych. Przedmiotowy budynek został na tej liście uwzględniony zarówno w studium uwarunkowań i kierunków zagospodarowania przestrzennego z 2010 r. jak i z 2018 r. Jest to budynek naukowo-dydaktyczny obejmujący skrzydło przy pl. Grunwaldzkim 24 i przy ul. Grunwaldzkiej 53-55, w którym mieści się Wydział Inżynierii Kształtowania Środowiska i Geodezji Uniwersytetu Przyrodniczego.

## Demografia
Ulica przebiega przez rejony statystyczne o umiarkowanym lub dużym stopniu zaludnienia, z wyłączeniem rejonów statystycznych z kampusem uczelnianym, w szczególności nr 934280 i 934170, w których dominują domy studenckie. Choć liczba osób tu mieszkających jest duża, to w statystyce tej uwzględniane są wyłącznie osoby zameldowane, co przekłada się na niski stopień zaludnienia, przy czym dane pochodzą z 31.12.2022 r..
| Rejon statystyczny nr | Ilość osób zameldowanych | Gęstość zaludnienia [lud./km²] | położenie                                                                 |
| --------------------- | ------------------------ | ------------------------------ | ------------------------------------------------------------------------- |
| 934260                | 942                      | 11.210                         | od ulicy Ładnej do ulicy Piastowskiej, strona południowa                  |
| 934200                | 808                      | 24.839                         | od ulicy Łukasza Górnickiego do ulicy Mikołaja Reja, strona północna      |
| 934210                | 1.153                    | 27.275                         | od ulicy Mikołaja Reja do ulicy Piastowskiej, strona północna             |
| 934280                | 1                        | 11                             | od ulicy Piastowskiej do Mostu Szczytnickiego, strona południowa          |
| 934220                | 695                      | 27.511                         | od ulicy Piastowskiej do ulicy Oskara Minkowskiego, strona północna       |
| 934230                | 388                      | 26.940                         | od ulicy Oskara Minkowskiego do ulicy Wilhelma Roentgena, strona północna |
| 934240                | 699                      | 27.770                         | od ulicy Wilhelma Roentgena do ulicy Odona Bujwida, strona północna       |
| 934160                | 680                      | 5.095                          | od ulicy Odona Bujwida do ulicy Grunwaldzkiej 102, strona północna        |
| 934170                | 61                       | 1.727                          | od ulicy Grunwaldzkiej 102 do Starej Odry, strona północna                |

## Baza TERYT, EMUiA

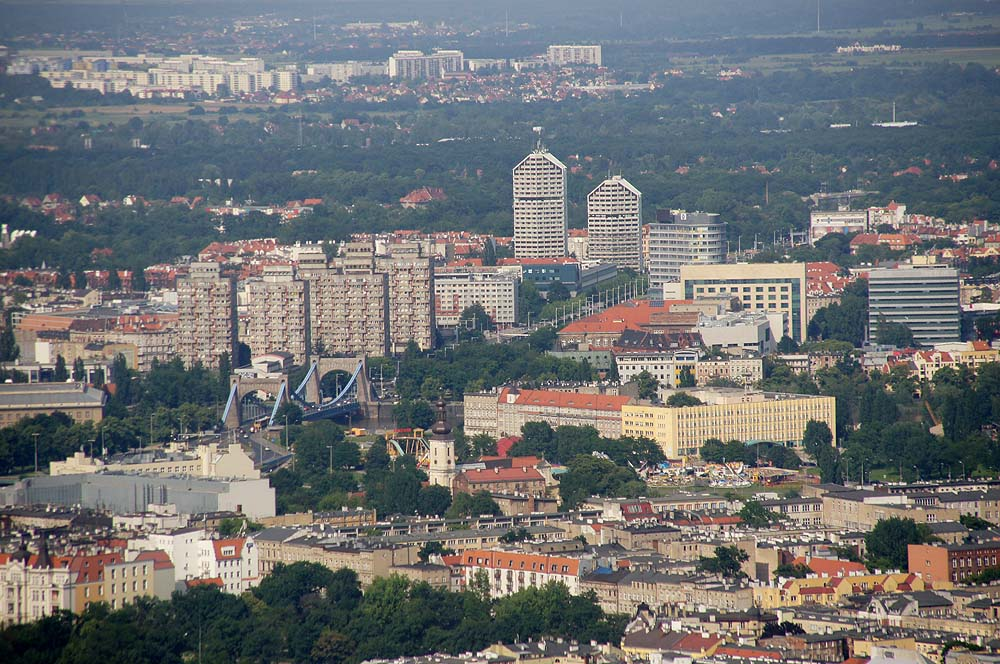
Oś Grunwaldzka domknięta dwoma zespołami zabudowy

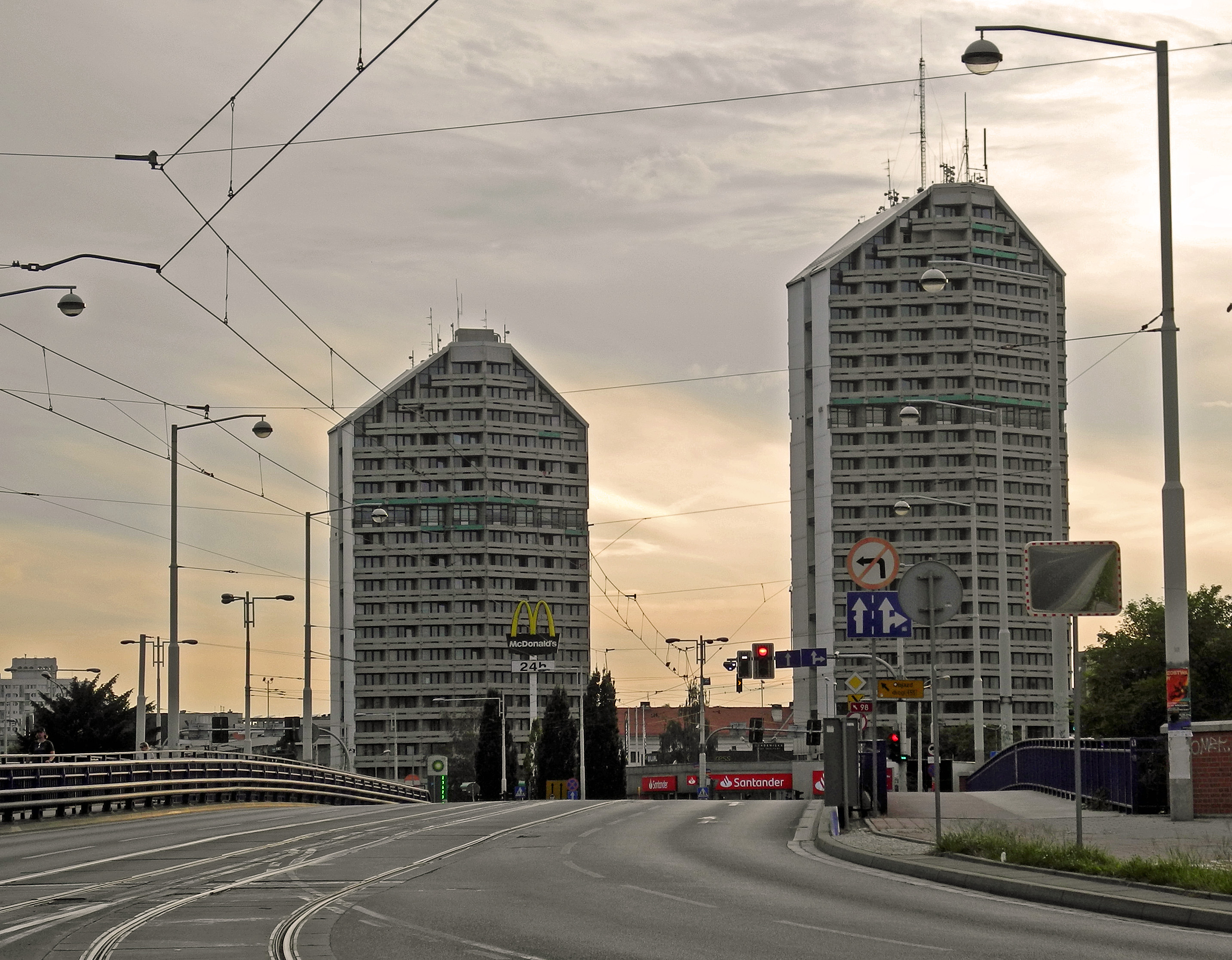
Oś widokowa z Mostu Szczytnickiego

Dane Głównego Urzędu Statystycznego z bazy TERYT, spis ulic (ULIC):
- województwo: DOLNOŚLĄSKIE (02)
- powiat: Wrocław (0264)
- gmina/dzielnica/delegatura: Wrocław (0264011) gmina miejska; Wrocław-Śródmieście (0264069) delegatura
- Miejscowość podstawowa: Wrocław (0986283) miasto; Wrocław-Śródmieście (0986952)[322]
- kategoria/rodzaj: ulica
- Nazwa ulicy: ul. Grunwaldzka (06260)[4][322].

## Znaczenie drogi i przestrzeni publicznych
Ulica współcześnie podzielona jest na dwa odcinki, połączone za pośrednictwem innej ulicy, mające różny charakter i znaczenie w skali miasta oraz w skali osiedla. Jako droga odcinek od ulicy Łukasza Górnickiego do ulicy Odona Bujwida jest w zasadzie zwykłą ulicą osiedlową, lokalną, natomiast odcinek ulicy począwszy od ulicy Odona Bujwida oraz jako kontynuacja ulicy Henryka Sienkiewicza do placu Grunwaldzkiego i Mostu Szczytnickiego, wraz z tymi ciągami komunikacyjnymi stanowi już drogę zbiorczą stanowiącą część tak zwanej Trasy Mieszczańskiej i dalej przez Most Szczytnicki klasy głównej.
Analogiczny podział znaczenia ulicy występuje w kontekście przestrzeni publicznych. Odcinek pierwszy jest przestrzenią publiczną o znaczeniu lokalnym, powiązaną z następującymi przestrzeniami lokalnymi: ulica Ładna, ulica Mikołaja Reja i ulica Odona Bujwida. Natomiast drugi z wyżej wskazanych odcinków tej ulicy oceniany jest jako przestrzeń o charakterze i znaczeniu ogólnomiejskim, tak samo jak powiązane przestrzenie ogólnomiejskie: ulica Piastowska, ulica Henryka Sienkiewicza i plac Grunwaldzki. W tym kontekście mają także pewne znaczenie są ciągi pieszo-rowerowe biegnące wzdłuż Starej Odry spełniające rolę łączników międzyosiedlowych i dróg pieszo-rowerowych w tym rejonie.
Ponadto pas terenu wzdłuż Starej Odry, w szczególności w rejonie Mostu Szczytnickiego, projektuje się jako sektor wielofunkcyjny w zakresie polityki rzecznej miasta. Sama Stara Odra stanowi śródlądową drogę wodną – szlak boczny dla Odrzańskiej Drogi Wodnej prowadzącej przez Wrocław. W ramach tego szlaku przewidziane jest urządzenie i utrzymanie w rejonie Mostu Szczytnickiego przystani rzecznej.
Do najbardziej charakterystycznych budynków w mieście zaliczane są, położone przy ulicy Grunwaldzkiej i przy placu Grunwaldzkim, domy akademickie „Kredka” i „Ołówek”. Stanowią dominantę architektoniczną, będącą bardzo ważnym obiektem kompozycyjnym budującym sylwetę miasta, dla którego wyznaczono oś widokową z kierunku Mostu Szczytnickiego, a także widok chroniony na cały zespół zabudowy domów akademickich z kierunku placu Grunwaldzkiego. Zespół ten, wraz z zespołem mieszkalno-usługowym projektu Jadwigi Grabowskiej-Hawrylak z lat 70. XX wieku położonym po zachodniej stronie miasta, stanowi ramy dla osi placu Grunwaldzkiego kreując wielkomiejski charakter tego rejonu.